# Autisme
Pour les articles homonymes, voir Autisme (homonymie).
Ne doit pas être confondu avec Audisme.
L’autisme est une condition neurodéveloppementale caractérisée par des difficultés dans les interactions sociales et la communication, ainsi que par des comportements et intérêts à caractère restreint, répétitif et stéréotypé. Les traits autistiques peuvent être plus ou moins sévères, d'où la notion de « spectre », et persistent à l’âge adulte. Le diagnostic est indépendant des niveaux langagier et intellectuel de la personne. Les troubles associés sont fréquents, mais l'autisme apporte aussi des avantages sélectifs.
L’histoire de l'autisme est complexe, sa compréhension ayant évolué. La CIM-11 retient une notion dimensionnelle prenant en compte l'évolution des individus dans la société. Autrefois considérés comme une pathologie rare et sévère décrite par des symptômes, les troubles du spectre de l'autisme (ou TSA), qui en constituent la manifestation cliniquement observable, sont désormais classés parmi les troubles du neurodéveloppement (TND). Leurs origines comprennent une part génétique majoritaire et complexe, impliquant plusieurs gènes et des influences environnementales pendant la grossesse. La notion de « spectre de l'autisme » reflète la diversité des phénotypes observés.
L'autisme pourrait provenir d'un développement neurologique différent, notamment lors de la formation des réseaux neuronaux et au niveau du fonctionnement des synapses. Les recherches se poursuivent en neurophysiologie, psychologie cognitive, ou encore épigénétique. Une personne sur cent est autiste, les garçons étant trois fois plus souvent diagnostiqués que les filles en raison de caractéristiques plus visibles. Les différences liées au sexe restent en cours d'étude.
Les représentations médiatiques de l'autisme ont beaucoup augmenté depuis la fin du XXe siècle. Le 2 avril est la « journée mondiale de la sensibilisation à l'autisme », lequel est reconnu par l'ONU comme étant un handicap, en vertu de la Convention relative aux droits des personnes handicapées. La communauté autiste préfère généralement le reconnaître comme une neurodivergence ou un handicap, plutôt qu'une maladie ou un trouble.

## Étymologie et terminologie
« Autisme » est une traduction du mot Autismus, créé par le psychiatre zurichois Eugen Bleuler, à partir du grec ancien αὐτός / autós, « soi-même »,. Bleuler introduit ce mot en 1911, « dans son ouvrage majeur, Dementia praecox ou groupe des schizophrénies ».
Une étude par questionnaire a été menée auprès de 541 adultes autistes francophones afin de déterminer en quels termes ils préfèrent que l'on désigne l'autisme et que l'on s'adresse à eux : les termes « autisme », « personne autiste » et « autiste » sont les plus fréquemment cités, en cohérence avec les résultats d'une étude similaire menée auprès d'adultes autistes anglophones. De même, une étude menée en 2024 auprès de Canadiens francophones concernés par l'autisme (autistes ou professionnels de santé) conclut que « personne autiste » est le terme le plus consensuel et le moins stigmatisant.
Des recommandations de vocabulaire sont formulées par l'association Autisme Europe ainsi que par des équipes de chercheurs, : elles recommandent d'éviter les mots négatifs à l'égard des personnes autistes et de l'autisme (tels que « déficit », « symptôme », « maladie », « souffrir d'autisme » et « être victime d'autisme »), de ne pas présenter l'autisme comme un défaut à corriger, et de préférer des mots neutres tels que « condition », « handicap », « caractéristique » et « différence »,. Une analyse des publications scientifiques relatives à l'autisme, publiée en 2023, conclut que le langage médical est majoritairement utilisé pour décrire l'autisme, mais qu'un langage inspiré par le mouvement social de la neurodiversité est employé dans environ 30 % des publications depuis 2021.
Au moment de sa découverte, l'autisme était décrit comme une maladie ; puis durant les années 2000 et 2010, il a été décrit comme un syndrome,, dans un contexte où il apparaissait à la fois correct et incorrect de l'assimiler à une maladie. Il y a fin 2024 un consensus pour ne plus le décrire comme une maladie,,, mais plutôt comme une variation neurodéveloppementale, pouvant être associée ou non à des maladies. Il ne correspond pas du tout à la notion de maladie génétique.

## Caractéristiques des personnes autistes
L'autisme est principalement décrit sur la base de l'observation clinique des personnes diagnostiquées comme autistes, et de la recherche de ses déterminants (ses causes). La notion de « sévérité de l'autisme » se réfère à la sévérité du niveau de handicap de la personne autiste, sans qu'il y ait de parallélisme entre le handicap et le degré de troubles fonctionnels. D'un point de vue phénoménologique, il convient donc de distinguer les manifestations de l'autisme de l'autisme lui-même : d'après le philosophe Florian Forestier « Toute la question est de savoir si l’autisme s’explique uniquement à partir du champ des fonctions déficientes conduisant aux situations de handicap qui en constituent la face apparente », une idée « peu à peu relativisée par la mise en évidence des déterminants sous-jacents de l’autisme ».
La description la plus largement reconnue de l'autisme le caractérise par des « déficits » dans les interactions sociales et la communication, ainsi que par des comportements stéréotypés visibles dès la petite enfance. La fréquente confusion entre la notion de déficit et la description de ce que les individus autistes ne font pas complique cependant la description des personnes autistes, sachant que les signaux sociaux peuvent évoluer considérablement au cours du temps chez une même personne. Le comportement des enfants autistes est souvent décrit comme « problématique » dans le cadre des interventions comportementales précoces, mais cette notion de « comportement-problème » recouvre des réalités observables très variées, allant d'automutilation jusqu'à des mouvements répétitifs qui ne mettent pas la personne autiste en danger. 
Une recension systématique de 2021 conclut à une association marquée entre autisme, utilisation problématique d'Internet, et utilisation problématique des jeux vidéo.

### Communication et interactions sociales

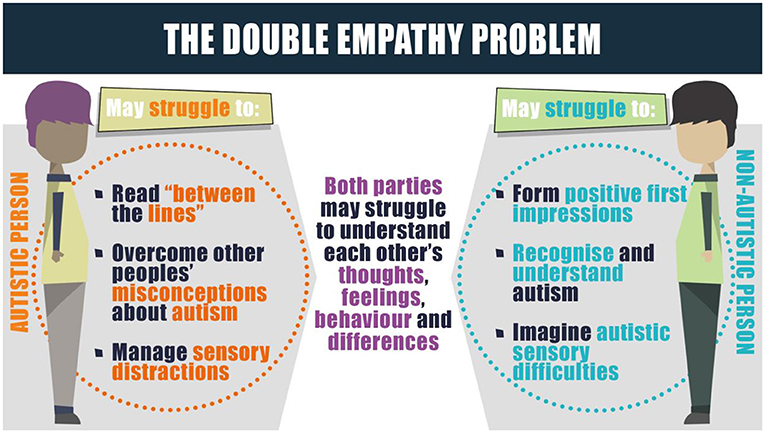
Illustration du problème de la double empathie (légende en anglais).

Caractérisé par une réduction quantitative marquée des interactions sociales, le comportement des personnes autistes est souvent décrit comme un « déficit social ». Cependant, cette notion, qui suppose un manque sur la base d'un écart à une norme ou moyenne observable, correspond peu à l'observation clinique, qui soutient plutôt une absence de biais social et une plus grande rareté des recherches d'interactions sociales par comparaison à la norme. Francesca Happé propose dès 1999 de décrire l'autisme comme un « style cognitif », la notion de « déficit social » étant de moins en moins soutenue dans les travaux scientifiques des années 2020, notamment à la suite d'une méta-analyse en 2024 qui conclut que les interactions sociales entre personnes autistes adultes sont perçues comme étant de meilleure qualité que les interactions sociales entre une personne autiste et une personne qui ne l'est pas (problème de la double empathie).
L'approche défectologique (deficit-view) est critiquée par des personnes autistes qui estiment qu'elle rend peu compte de leur réalité, que le « déficit social » repose sur des bases culturelles et non des bases médicales,, et que cette notion renforce le pouvoir médical exercé sur des individus peu désireux d'avoir des interactions sociales, davantage handicapés au quotidien par leurs problématiques sensori-motrices.

### Intérêts restreints et répétitifs
Selon Brigitte Harrisson, au quotidien, il n'est pas rare qu'une personne autiste regarde tourner des ventilateurs ou des toupies. Les mouvements réguliers et prévisibles de ces objets procurent beaucoup de plaisir à ces personnes. De plus, le cerveau d'une personne autiste traite ce qu'il reconnaît. Ce type de mouvement est donc plus apte à être reconnu et traité. En revanche, tout mouvement instable peut déranger la personne autiste.
Un nombre important de personnes autistes adopte des « comportements alimentaires aberrants » (tels que la consommation excessive d'un aliment en particulier). Par ailleurs, « il existe des preuves empiriques et un consensus scientifique global soutenant une association entre la sélectivité alimentaire et les troubles du spectre autistique ».

### Sensorialité et motricité

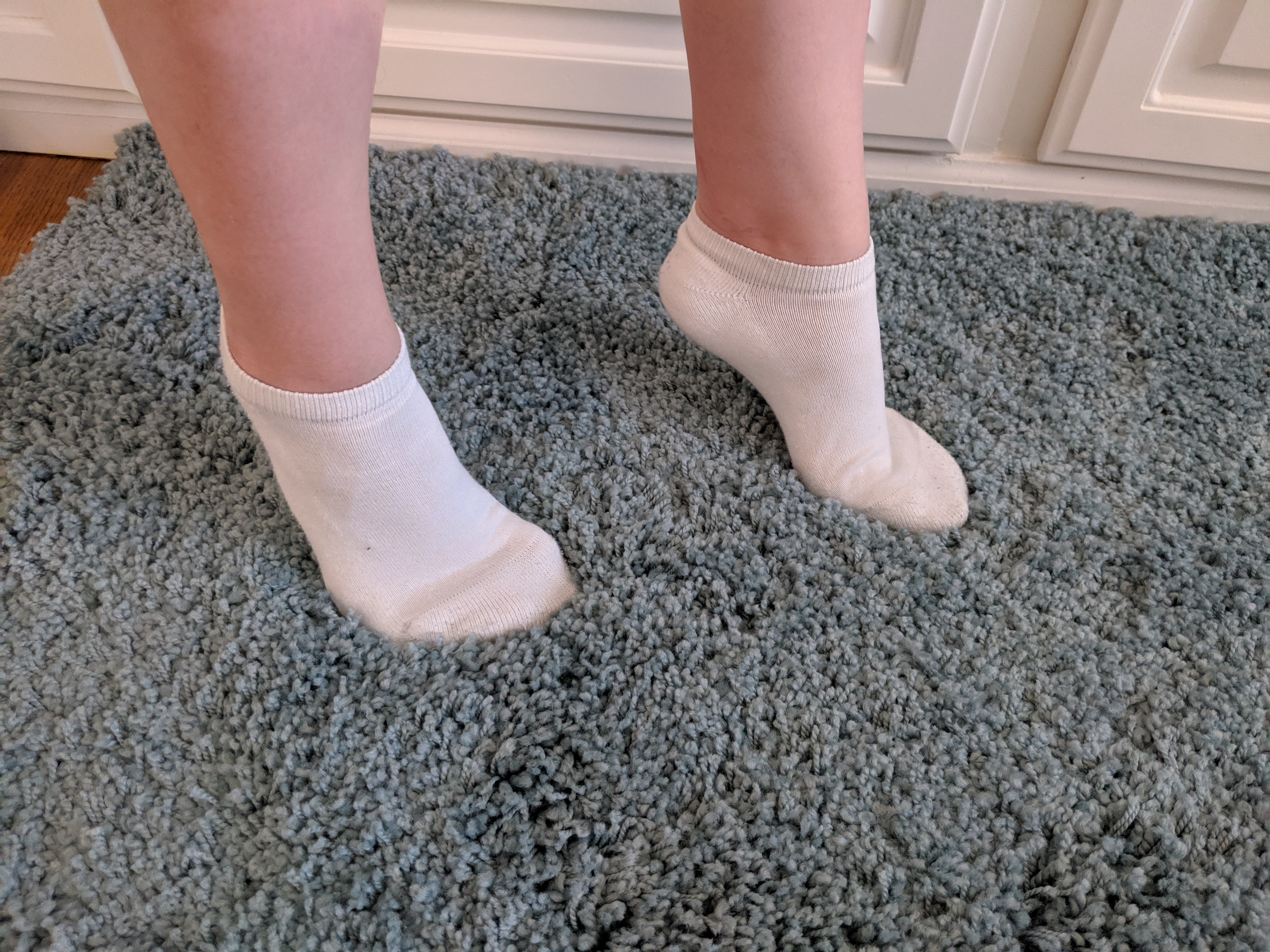
Équinisme chez une personne autiste (marche sur la pointe des pieds)

D'après la recension de la littérature scientifique effectuée sur Spectrum News en 2015, 70 % des personnes autistes ont une hypersensibilité sensorielle aux sons, à la lumière, ou à d'autres stimuli.
Les réactions des personnes autistes à la douleur sont souvent atypiques. Leur manière de l'exprimer a donné lieu à des croyances délétères très problématiques, débouchant en particulier sur des interventions médicales invasives. Le docteur en psychologie Serge Dalla Piazza cite en 2007 des cas d'enfants autistes non verbaux recousus de leurs plaies à vif, au motif qu'ils n'auraient pas de perception de la douleur. La défense de ces enfants contre la douleur était, de plus, interprétée à tort comme relevant d'un acte de violence contre le personnel médical. Le syndrome de sensibilité centrale (CSS) est plus courant chez les autistes (femmes notamment) que dans la population moyenne ; chez les personnes autistes, la sensibilité sensorielle, l'anxiété, l'âge et le sexe sont des prédicteurs significatifs des symptômes du CSS.
Une méta-analyse publiée en 2020, basée sur 30 ans d'études, conclut à l'existence de caractéristiques spécifiques dans la marche à pied des personnes autistes, par comparaison à celles qui ne le sont pas : la vitesse de marche est plus lente, le temps entre chaque pas est plus long, et la phase de suspension du pied en l'air plus longue. Durant la petite enfance, une marche plus lente est caractéristique de l'autisme.
Il existe aussi une association plus élevée que la norme entre l'autisme et l'équinisme, ou déplacement sur la pointe des pieds,, pouvant provoquer un raccourcissement du tendon d'achille.

### Structure cérébrale

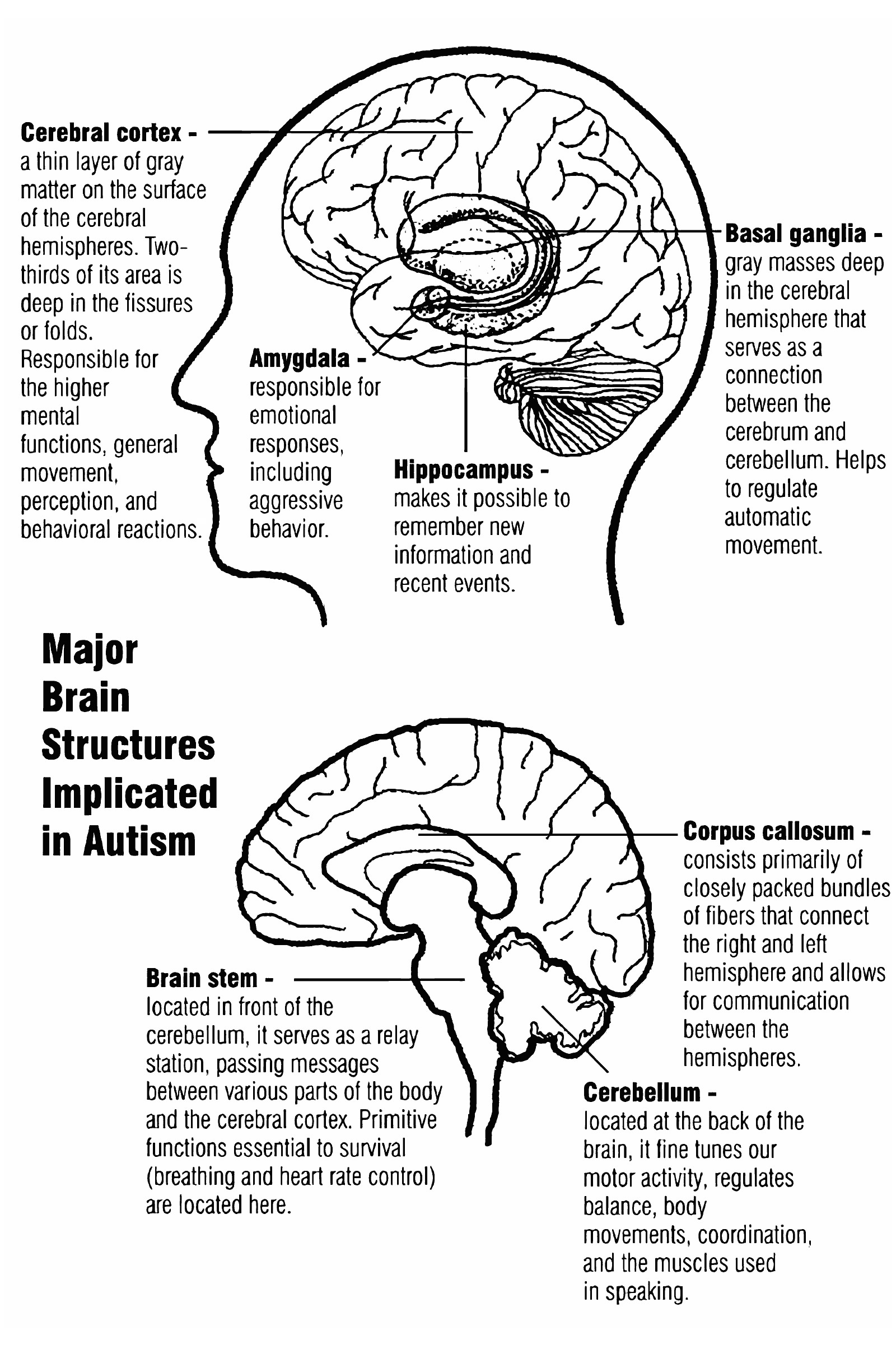
Des recherches ont identifié de multiples singularités physiologiques cérébrales chez des personnes autistes.

Des différences au niveau du cerveau ont été observées chez les personnes autistes, apportant une signature anatomique à la définition antérieure par des critères cliniques. Les études en neurosciences ont montré des différences dans l’organisation du cortex,, au niveau des dendrites (arborescences des neurones) et des synapses (connexion entre neurones), voire des modifications plus larges de structures cérébrales. Il est possible que les différences corticales apparaissent au cours d'un stade de développement anténatal.
En corrélation avec les différences fonctionnelles observées au niveau comportemental, les études d'Eric Courchesne et de son équipe relèvent que les enfants autistes ont un nombre de neurones plus élevé de 67 % en moyenne dans le cortex préfrontal, et une croissance cérébrale plus importante que la moyenne au niveau des lobes frontaux, ce qui s'est traduit dans la littérature scientifique antérieure par des observations de périmètre crânien plus élevé.
Cependant, le 14 octobre 2014, dans une étude basée sur des données par imagerie par résonance magnétique (IRM), des chercheurs de l'Université Ben-Gourion du Néguev et de l'Université Carnegie-Mellon (États-Unis) ont estimé que les différences anatomiques entre le cerveau de personnes autistes de plus de 6 ans et celui de personnes du même âge non autistes sont indiscernables,. Pour arriver à ce résultat, ces chercheurs ont utilisé la base de données Autism Brain Imaging Data Exchange (ABIDE), qui a permis pour la première fois de procéder à des comparaisons de grande échelle de scanners IRM entre des groupes de personnes autistes et des groupes contrôle. Cette base de données est une collection mondiale de scanners IRM de plus de 1 000 personnes, pour la moitié autistes, âgés de 6 à 35 ans.
L'Institut de neurosciences de la Timone (Marseille, France) a identifié un marqueur anatomique spécifique de l'autisme, détectable par IRM et présent dès l'âge de deux ans. Ce marqueur consiste en un plissement spécifique du cortex cérébral. Il est appelé « racine du sillon »,,.
À l'échelle des synapses, des études mettent en évidence des modifications dans le système des neurotransmetteurs, en particulier celui du transport de la sérotonine en association notamment avec des modifications de gènes impliqués. L'implication du système dopaminergique ou glutamatergique semble moins bien démontrée. Enfin, des études sont en cours en 2009 sur le rôle du système cholinergique, de l'ocytocine ou de certains acides aminés impliqués dans la neurotransmission.

### Avantages et désavantages conférés par l'autisme

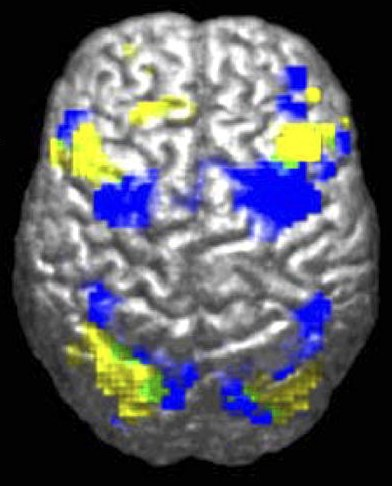
Zones activées en situation de coordination visualo-motrice : [jaune] pour le groupe des autistes ; [bleu] pour le groupe-témoin ; [vert] pour les deux groupes.
Ces différences pourraient ne pas être qu'une preuve d'un trouble fonctionnel, mais aussi la preuve d'une organisation alternative du cerveau, parfois plus efficace (cf. tests d'intelligence non verbale).

Les points forts visuo-spatiaux des personnes autistes ont été étudiés à travers des études expérimentales : la perception visuelle est plus fine, avec une meilleure attention aux détails, une habilité à repérer visuellement des motifs tels qu'une figure cachée plus rapidement, et une capacité supérieure à reconnaître des motifs répétitifs,,,,,. La perception auditive est également accrue, par comparaison avec les personnes non-autistes.
L'autisme a vraisemblablement joué un role positif dans l'histoire évolutive humaine,,,,, une idée développée par Simon Baron-Cohen dans son ouvrage The Pattern Seekers, dans lequel il déclare que « les personnes autistes ont réellement contribué aux progrès humains ».
Ces points forts coexistent avec du handicap : l'attention aux détails s'associe à une anxiété accrue, une hypersensibilité et une inflexibilité. Les neuroscientifiques britanniques Francesca Happé et Simon Baron-Cohen, ainsi que le chercheur franco-canadien Laurent Mottron, postulent que les avantages et les désavantages conférés par l'autisme sont indissociables, constituant un style cognitif à part entière. Plusieurs chercheurs, dont Laurent Mottron, plaident pour que les scientifiques et les intervenants spécialisés s'appuient sur les points forts des personnes autistes, plutôt que d'employer une approche basée sur les seuls déficits et handicaps,,.

### Populations spécifiques

#### Autisme et genre
Une méta-analyse publiée en 2017 a conclu que les enfants répondant aux critères du TSA ont un ratio de 3 garçons pour 1 fille, le ratio du diagnostic réel laissant supposer un biais lié au sexe, les filles répondant aux critères ayant moins de probabilité de recevoir le diagnostic clinique que les garçons.
Or dans la psyché, la sexualité et la vie sociale, l'individu est généralement « genré », d'une manière plus ou moins ressentie, marquée, subie ou affirmée. Et selon sa catégorie de genre, il sera plus ou moins facilement inclus ou marginalisé dans la société. Une personne autiste et appartenant à une minorité sexuelle (LGBTQ ; personnes lesbiennes, gays, bisexuelles, transgenre et queer) présenterait donc un double risque d'exclusion de la vie sociale et sexuelle, ainsi qu'un risque très accru de frustration sexuelle[réf. souhaitée] si son TSA est très handicapant, car les familles et institutions ont longtemps supposé que les handicapés étaient asexuels (phénomène d'« angélisation »), ou présentaient une bestialité sexuelle. En institution, leurs droits à l'intimité et à la sexualité sont peu respectés, avec en outre un risque accru de violences sexuelles[pas clair],.
Depuis que Robert Stoller a, en 1964, formulé la notion d'identité de genre (« gender identity ») on distingue de plus en plus le genre de l'orientation sexuelle. Et depuis la fin des années 1990, parallèlement aux études de genre (en particulier aux travaux sur la diversité sexuelle et de genre, sur l'identité de genre, sur le rôle de genre et plus généralement sur le genre dans les sciences sociales), un nombre croissant d'enquêtes et d'études scientifiques se sont aussi intéressées à l'autisme au sein des différentes minorités de genre et de sexualité. Dans ce contexte, divers·e·s auteur·e·s, intervenant·e·s et organisations militantes explorent la question des influences réciproques entre expérience vécue de l’autisme et influence du genre : existe-t-il, et si oui dans quelle mesure et avec quelles conséquences, des liens significatifs entre identité de genre, orientation sexuelle et autisme ? Les modèles théoriques disponibles (sociopsychologiques ou autres) expliquent-ils ces liens ? Quelle est l'expérience vécue par les personnes autistes qui s'identifient membres de la communauté LGBTQ et comment la mieux prendre en compte dans les démarches de reconnaissance et d'accompagnement de l'autisme ?.
Ces travaux sont compliqués par les débats sur les conceptualisations sociopsychiatriques de l’autisme d'une part, et sur celles des minorités de genre et de sexualité d'autre part. Mais il ressort des revues d'études faites dans les années 2000-2020 qu'« il existe une plus grande prévalence des personnes des minorités de genre et de dysphorie de genre, au sein de la population autiste que chez les neurotypiques et, réciproquement, une plus grande prévalence de l’autisme chez les populations trans et non binaires que chez les personnes cisgenres ». Ces relations entre autisme, identité de genre et orientation sexuelle sont actuellement des cooccurrences démontrées, et non des relations de causes effet. Selon Laflamme et Chamberland, sur la base d'une revue de la littérature publiée en 2020, la quantification et la compréhension de ces liens (occurrences, causalité ?) nécessitent d'affiner la connaissance du sujet, qui est facilement confronté à des limites méthodologiques, mais aussi à des conceptions diverses et parfois réductrice de la neurodiversité, y compris sexuelle et de genre.
Ce constat laisse penser qu'il existe une aggravation des difficultés quotidiennes pour les personnes à la fois autistes et LGBTQ. Des recommandations émergent au sein de la littérature académique comme au sein de la littérature militante pour aider ces personnes souvent doublement stigmatisées, via par exemple une plus grande ouverture à la diversité sexuelle, à la pluralité des genres et à la neurodiversité dans l'éducation à la sexualité, la prévention des souffrances et agressions sexuelles, la création d'espaces sécuritaires, etc..

#### L'autisme chez les femmes
D'après l'équipe de Laurent Mottron, l'autisme chez les femmes peut être sous-diagnostiqué ou sur-diagnostiqué, en fonction des cliniciens impliqués et de l'insistance de certaines femmes pour obtenir ce diagnostic ; le diagnostic différentiel avec le trouble de la personnalité limite et le trouble de stress post-traumatique est ainsi particulièrement ardu. Ceci peut être attribué au fait que les femmes ont souvent été éduquées pour développer plus de stratégies d'adaptation sociale (imitation et camouflage inclus) que les hommes, ce qui les aiderait à cacher leurs traits autistiques ; elles seraient par exemple plus nombreuses à s'entrainer à converser avant de socialiser, ou à imiter leur entourage. Ceci expliquerait que les intérêts des filles autistes s'alignent fréquemment sur ceux des filles neurotypiques de leurs âges, contrairement aux garçons qui développent des intérêts plus atypiques. Les filles autistes auraient alors plus de facilité à se faire des amis que les garçons, et seraient moins facilement diagnostiquées. Parmi les personnes diagnostiquées, il est estimé que le ratio homme-femme s'élève à 1 femme pour 4 hommes alors que le sex-ratio réel serait estimé à au moins 1 femme pour 3 hommes. Effectivement, Les évaluations des TSA ont d'abord été conçues en se basant exclusivement sur des cas de garçons autistes ; comme l'autisme féminin se présente différemment, beaucoup de femmes concernées peuvent ne pas être diagnostiquées.
Il n'existe pas encore de consensus à ce sujet, mais des études suggèrent qu'il y aurait dans la population autiste (par rapport à la population neurotypique) une surreprésentation de personnes issues des minorités de genre, et au sein de ces dernières, les personnes assignées femmes à la naissance seraient sur-représentées,. 
D'autres études n'ont pas observé de significativité pour cette recherche de corrélation particulière,,, ou ne se sont pas même intéressées à l'appartenance de genre dans la présentation des résultats obtenus,.
Les femmes autistes montrent généralement une sensibilité accrue aux changements hormonaux liées à la puberté et à la ménopause, ainsi qu'aux fluctuations hormonales liées aux menstruations.
Simantov et al. (2022) dans un panel de 1230 femmes (dont 361 diagnostiquées autistes et d'autres présentant des caractéristiques autistiques non diagnostiquées), note que les affections connues pour être liées aux hormones sexuelles (testostérone et œstrogènes notamment) étaient surreprésentées chez les personnes diagnostiquées autistes ou présentant des traits autistiques (troubles du système reproducteur, symptômes prédiabétiques, anomalies dans le début de la puberté et dans la durée des menstruations).

Selon le psychologue Tony Attwood, ces périodes de transitions hormonales peuvent intensifier les traits autistiques, « notamment l'anxiété, les troubles du sommeil, la rigidité cognitive et les difficultés de communication sociale ». 
Les femmes autistes présentent par ailleurs une prévalence plus élevée de symptômes prémenstruels ; 21 % d'entre elles subissent des « troubles prémenstruels sévères » contre 3 % chez les femmes non autistes.
Plusieurs affections endocriniennes sont également plus fréquentes chez elle (syndrome des ovaires polykystiques avec aussi des signes prédiabétiques, tels qu'un besoin d'uriner plus fréquent et une soif excessives).
Selon Attwood, les intensités sensorielles propres à l'autisme peuvent amplifier la perception des symptômes hormonaux.
De plus, ces femmes ont aussi des interactions plus difficiles avec les professionnels de santé (souvent en raison de l'anxiété, par exemple accrue par l'odeur et l'ambiance sonore de l'hôpital, ou la présence d'autres personnes en salle d'attente, par la stigmatisation sociale ; et à des difficultés de communication qui peuvent être exacerbées en contexte médical), alors qu'elles auraient besoin d'une meilleure information, d'un soutien social et médical renforcé. Une activité physique régulière et une bonne hygiène de sommeil peuvent aussi atténuer les effets négatifs des changements hormonaux.

## Troubles associés à l'autisme
Les troubles associés chez les personnes autistes, en particulier ceux d'origine neurologique, sont bien connus et étudiés, leur prise en compte permettant d'améliorer la qualité de vie. La pédopsychiatre française Catherine Barthélémy estime que 12 à 37 % des personnes autistes ont des troubles associés, d'origine diverse. Les raisons de ces associations restent méconnues, mais ces troubles associés génèrent un sur-handicap. Un examen clinique complémentaire au diagnostic de l'autisme permet de les repérer. D'après elle, 18 % des personnes autistes ont une hyperacousie, et 11 % un trouble de l'audition.
L'épilepsie est beaucoup plus fréquente que dans la population générale, environ 25 % des personnes autistes étant épileptiques,. Cette association est plus fréquente chez les personnes ayant à la fois un TSA et des troubles d'apprentissage, ce qui évoque des causes neurodéveloppementales précoces.
L'anxiété et la dépression sont également rapportées,, les personnes concernées ayant « tellement d'efforts à déployer au quotidien » pour peu de gratifications sociales que la vulnérabilité à ces troubles s'en trouve accrue. 
L'association de l'autisme avec le trouble du déficit de l'attention avec ou sans hyperactivité ou des troubles obsessionnels compulsifs (TOC) est fréquente et souvent alors accompagnée d'une fatigue chronique,, mais la prévalence de ces associations reste difficile à estimer en raison du fort chevauchement de leurs caractéristiques,.
Dans un échantillon de 213 893 enfants de 3 à 17 ans, représentatif des enfants américains, Wenhan et al. (2020) observent que l'anémie est significativement associée à certains troubles neurodéveloppementaux, dont les troubles du spectre autistique (TSA) et le TDAH, ainsi qu'à des troubles d'apprentissage.
Bien que l'apragmatisme, y compris sans rapport avec des troubles de l'humeur et sans rapport avec une comorbidité de psychose, soit fréquent chez les autistes, il est généralement peu abordé et reste un angle mort des représentations populaires sur l'autisme,,.
L'autisme n'entraîne pas de déclin cognitif (affaiblissement de la mémoire de travail) avec l'âge, mais il pourrait s'associer à un risque légèrement plus élevé de maladie de Parkinson.

### Handicap intellectuel, syndrome de l'X fragile
La question de l'association entre l'autisme et le handicap mental est controversée, en raison d'une probable surévaluation de retards acquis au cours du développement de l'enfant. L'INSERM retient environ un tiers d'association entre autisme et déficience intellectuelle. L'autisme peut ainsi être associé au syndrome de l'X fragile. Selon Laurent Mottron, 10 % des personnes autistes souffrent d'une maladie neurologique associée qui diminue l'intelligence (par exemple, le syndrome de l'X fragile). Selon Fabienne Cazalis, neuroscientifique, « 70 % des autistes ont une intelligence dans la norme, voire supérieure ».

### Troubles du sommeil
Des troubles du sommeil sont souvent mentionnés chez les personnes autistes, une méta-analyse de 2019 chez les enfants et adolescents montrant une association de 13 %, contre 3,7 % en population générale. Ces troubles du sommeil nuisent aux interactions sociales, à la vie quotidienne et aux résultats scolaires, provoquant du stress maternel et une perturbation du sommeil des parents à leur tour,.
Les polysomnographies d'enfants montrent des anomalies surtout liées au sommeil paradoxal, entraînant une diminution de la quantité de sommeil. L'insomnie est souvent mentionnée.

### Microbiote intestinal
Plusieurs études pointent une corrélation entre déséquilibre ou altération du microbiote intestinal et autisme,.
Une recension systématique publiée en 2019 conclut que les personnes autistes hébergent plus souvent un microbiote bactérien altéré. Les enfants autistes ont des pourcentages plus faibles d'Akkermansia, de Bacteroides, de Bifidobacterium et de Parabacteroides, et un pourcentage plus élevé de Faecalibacterium dans le microbiote, par rapport aux témoins neurotypiques. Ces différences sont suffisamment significatives pour envisager l'analyse du microbiote intestinal comme un marqueur diagnostique des personnes autistes. Il est suggéré que ces altérations du microbiote soient une conséquence du régime alimentaire sélectif des personnes autistes, plutôt qu'une cause de l'autisme,. Une autre conséquence est un taux plus élevé de constipations.
Une étude par questionnaire publiée en 2022 conclut que les troubles gastro-intestinaux n'ont qu'un effet mineur sur le TSA. L'état des connaissances du microbiome intestinal en 2024 ne permet pas encore d'envisager de traitement susceptible d'améliorer la qualité de vie.

## Causes
Les causes semblent le plus souvent d'origine « multifactorielle, avec une forte implication de facteurs génétiques » et de nombreux facteurs de risques concomitants. La forte part génétique des causes de l'autisme est un consensus scientifique, en résultante de très nombreux travaux répliqués. 
La probabilité d'être diagnostiqué autiste est plus élevée chez les hommes (même si un sous-diagnostic des femmes n'est pas exclu). Elle augmente aussi lorsqu'il y a déjà un enfant autiste dans la fratrie (par 3 pour les demi-frères et sœurs, par 10 pour les frères et sœurs, et par 150 chez les jumeaux monozygotes).

### Génétique et héritabilité
L'autisme est en grande partie héréditaire, et donc lié au génome (90 % des jumeaux monozygotes partagent l'autisme tandis que les jumeaux dizygotes n’ont qu’une probabilité de 5 à 10 %), mais aucun gène ou allèle, à lui seul, n'est apparu comme cause spécifiquement de l'autisme. L'autisme présente diverses formes qui combinent de nombreuses variations génétiques (rares ou communes), qui interagissent plus ou moins entre elles et avec l'environnement. Il existe un fort niveau de preuve de corrélation entre la présence de variants génétiques hérités de l'Homme de Néandertal et la susceptibilité à l'autisme,,.
Plusieurs centaines de gènes sont déjà recensés comme en cause ou potentiellement impliqués (dont SHANK3, CHD8, SCN2A, ADNP et POGZ). Ces gènes sont souvent liés à la signalisation neuronale, au développement neuronal et à la « maturation synaptique », ce qui a orienté les études neurobiologiques vers les modifications de la connectivité et des neurones induites par l'expression de ces gènes. Leurs suppressions dans le modèle animal (rongeur) provoque des symptômes pseudo-autistiques,. Certains sont liés à la régulation de la transcription et au remodelage de la chromatine
Des travaux sur l'héritabilité de l'autisme suggèrent qu'environ 90 % de la variabilité est attribuable à des facteurs génétiques, mais une étude parue en mai 2014, l'une des plus vastes réalisées, estime que l'autisme n'est génétique qu'à hauteur de 50 %, à parts égales avec les facteurs environnementaux. Distinguer les facteurs génétiques des facteurs environnementaux reste cependant difficile, l'autisme étant un caractère phénotypique issu d’interactions complexes. Selon une étude de 2015, 50 % des cas d'autisme s'expliqueraient par des mutations de novo.
Les structures cérébrales caractéristiques étant acquises in utero, il n'est pas possible d'isoler l'effet de l'environnement en étudiant les jumeaux monozygotes qui sont exposés aux mêmes conditions de développement prénatal. Les interactions des gènes liés à l'autisme entre eux et avec l'environnement sont complexes : un même profil génétique et le même environnement peut produire des individus autistes et neurotypiques, les jumeaux monozygotes n'étant pas systématiquement autistes ou neurotypiques. Dans les années 1990, l'autisme était considéré comme une maladie polygénique de 5 à 15 gènes à transmission non mendélienne. Or, depuis les années 2000, plusieurs centaines de gènes à transmission mendélienne impliqués dans l'autisme ont été mis en évidence. L’autisme serait lié à 1 034 gènes différents, et les effets de mutations spontanées ne sont pas négligeables.
Les progrès en génétique ont révélé que la complexité des TSA s'explique aussi par des altérations génétiques et des facteurs génomiques, notamment par des polymorphismes mononucléotidiques (qui sont des variations d'une seule paire de base dans l'ADN), et par des variations du nombre de copies (qui correspondent à des duplications ou des suppressions de segments d'ADN). 
Ces altérations génétiques, combinées à des modifications épigénétique]s (changements dans l'expression des gènes sans modification de la séquence d'ADN), soutiennent la théorie d'un mécanisme « neuro-immunopathologique » (interaction entre des anomalies neurologiques et des dysfonctionnements du système immunitaire qui contribuent au développement de l'autisme). L'étude de ces mécanismes, notamment via le modèle animal, via des recherches en neurosciences affectives et en biologie du développement, permet de mieux comprendre en quoi et comment les circuits neuronaux sont affectés par ces altérations.

### Maladies inflammatoires
Des indices laissaient penser que des maladies inflammatoires chroniques de l'intestin (MII) parentales puissent prédisposer l'enfant à naître à l'autisme. Cela a été corroboré en 2022 par un article de Aws Sadik et Coll. En combinant quatre approches complémentaires, les auteurs y estiment « avoir trouvé des preuves d'un lien de causalité potentiel entre les MICI parentales, en particulier maternelles, et l'autisme chez les enfants. Un dérèglement immunitaire périnatal, une malabsorption des micronutriments et une anémie parentale peuvent être impliqués ».
Une étude de 2024, met en évidence une corrélation entre autisme et présence de 11,12-diHETrE (un diol dérivé de l'acide arachidonique) dans le sang du cordon ombilical,.

### Environnement prénatal
Un certain nombre de facteurs prénataux ont été corrélés à une probabilité de diagnostic d'autisme chez l'enfant à naître. C'est le cas de l'exposition in utero à l’acide valproïque, un antiépileptique désormais formellement contre-indiqué pendant la grossesse. Une corrélation existe aussi en cas d'hypothyroïdie maternelle non équilibrée durant le premier trimestre de grossesse, et en cas d'exposition fœtale à l'hyperglycémie lors d'un diabète gestationnel.
L'exposition de la mère à des maltraitances durant son enfance augmente aussi la probabilité d'autisme chez l'enfant à naître.

#### Travaux sur la pollution prénatale
Depuis la fin des années 2010, divers travaux ont été conduits pour examiner la corrélation entre exposition prénatale à des polluants et probabilité d'autisme, une étude de cohorte sur plus de 130 000 mères ayant conclu à un rôle de l'exposition au monoxyde d'azote.
La proximité du lieu de résidence de la mère durant la grossesse avec des champs traités par des insecticides de la famille des organophosphorés et des pyréthroïdes augmente aussi le taux d'autisme des enfants à naître, de même que la contamination à l'acide perfluorodécanoïque (en) (PFDA), un polluant environnemental (PFAS).

#### Découverte puis remise en cause de l'hypothèse du cerveau hypermasculin
Divers travaux conduits notamment par Simon Baron-Cohen à partir des années 1990 ont mis en cause une concentration amniotique élevée de testostérone lors d'un stade critique de la vie fœtale, qui pourrait favoriser un « cerveau hyper-masculin », alors source de comportements stéréotypés masculins tels que la systématisation, la construction de machines, une moindre capacité d'empathie et de vie sociale (qualités supposées plus féminines selon cette approche), donc l'apparition de traits autistiques. En 2009, l'équipe de Baron-Cohen suggère qu'une exposition fœtale à la testostérone peut modifier certaines structures cérébrales, mais cette hypothèse a été remise en cause en 2016, puis en 2019 par une étude publiée dans la revue Science, qui n'a trouvé aucun effet de la testostérone sur l'empathie chez l'homme adulte.

### Facteurs périnataux
Les facteurs périnataux sont :
- les situations de détresse respiratoire aiguë ou d'hypoxie en périnatalité[159] ;
- la prématurité, les petits poids de naissances, et l'accouchement par césarienne[160].

### Causes réfutées
Plusieurs causes présumées de l'autisme ont été invalidées, notamment les vaccins, et le manque d'affection exprimé par les parents (hypothèse de la « mère réfrigérateur »).
Depuis les années 2010, plusieurs reportages médiatiques et des vidéos virales suggèrent que l'exposition aux écrans (téléphone portable, tablettes...) soit une cause de l'autisme. Il existe des preuves de corrélation : les enfants diagnostiqués comme autistes passent en moyenne plus de temps devant des outils numériques à écran que ceux qui ne sont pas diagnostiqués,. Cependant, aucune preuve de causalité n'a été émise, dans un contexte où les preuves s'orientent vers des facteurs plus précoces que l'usage d'écrans,,.

## Diagnostic de l'autisme
Il existe désormais un consensus international dans les critères permettant de poser le diagnostic d'autisme. Depuis la parution de la CIM-11, le syndrome d'Asperger est totalement inclus aux troubles du spectre de l'autisme, il n'est donc plus considéré comme une entité clinique séparée.

### Dépistage précoce (12-30 mois)
Les parents peuvent percevoir des premiers signes de l'autisme durant les deux premières années de leur enfant, par l'absence ou la présence d'un certain nombre de comportements, par exemple : une impression d'indifférence au monde sonore (ne réagit pas à son prénom) et aux personnes ; l'absence de tentative de communication avec l'entourage par les gestes ou le babillage ; la difficulté à fixer le regard ou un regard périphérique. Le décalage avec les comportements des autres enfants apparaît de plus en plus important avec l'avancée en âge, néanmoins certains enfants se développent d'abord « normalement », puis « régressent » soudainement,.
Environ la moitié des parents d'enfants présentant un trouble du spectre de l'autisme remarquent la présence de comportements inhabituels chez leur enfant avant l'âge de 18 mois, et environ les quatre cinquièmes avant l'âge de 24 mois. La présence d'un ou plus des signes d'alerte suivant nécessite de consulter un médecin spécialiste (voir les recommandations de la Haute Autorité de santé) :
- absence de babillage à 12 mois ;
- absence de gestes communicatifs (pointer, faire coucou, etc.) à 12 mois ;
- aucun mot isolé prononcé à 16 mois ;
- aucune phrase de deux mots prononcée spontanément à 24 mois (à l'exception de phrases écholaliques) ;
- toute régression des capacités sociales et langagières, quel que soit l'âge de l'enfant.

Le dépistage et le diagnostic précoce de l'autisme sont essentiels afin de mettre en place une prise en charge adaptée le plus tôt possible. De nombreux outils de dépistages standardisés ont été développés dans ce but. Parmi ces outils, figurent l'échelle de développement psychomoteur de la première enfance (Brunet-Lézine), le test M-CHAT (Modified Checklist for Autism in Toddlers, le test ESAT (Early Screening of Autistic Traits Questionnaire) et le questionnaire FYI (First Year Inventory). Les données préliminaires récoltées concernant le test M-CHAT et son prédécesseur, le test CHAT (Checklist for Autism in Toddlers), chez de jeunes enfants de 18-30 mois suggèrent d'une part que ces tests sont d'autant plus utiles qu'ils sont administrés dans un contexte clinique, et d'autre part que la sensibilité de ces tests est basse (fort taux de faux négatifs), mais que leur spécificité est élevée (peu de faux positifs). L'efficacité de ces outils de dépistages précoces est augmentée lorsqu'ils sont précédés d'un dépistage plus large des troubles neurodéveloppementaux en général. Enfin, il faut noter qu'un test de dépistage développé et validé au sein d'une culture particulière doit être adapté avant d'être généralisé à une culture différente : par exemple, regarder son interlocuteur dans les yeux est un comportement normal et attendu dans certaines cultures mais pas dans d'autres.
Les tests génétiques ne sont généralement pas indiqués dans le cadre d'un diagnostic d'autisme, sauf en présence d'autres symptômes tels que des troubles neurologiques ou une dysmorphie faciale.

### Auto-dépistage chez l'adulte
Des questionnaires disponibles sur internet visent à auto-évaluer la présence de traits autistiques. Le Groupement national des centre ressource autisme français n'en recommande pas l'usage car « de nombreuses personnes qui les remplissent ont des résultats en faveur de l’autisme mais présentent en réalité d’autres problématiques ».

### Parcours diagnostic en France

#### Pour les adultes sans déficience intellectuelle
En première intention, le Groupement national des centre ressource autisme recommande de consulter un professionnel de la santé mentale (psychiatre ou psychologue) en centre médico-psychologique (CMP) ou en libéral afin d'examiner la présence d'autres troubles ayant des symptômes similaires comme les troubles anxieux, la phobie sociale, la dépression, les troubles bipolaires, les troubles du spectre de la schizophrénie, les troubles de la personnalité ou le stress post-traumatique. Le professionnel consulté peut contacter un centre ressources autisme s'il suspecte un trouble autistique afin d'être accompagné dans sa démarche de diagnostic.
En théorie, c'est au professionnel de santé mentale de renvoyer le patient vers un centre ressource autisme régional s'il ne parvient pas à faire un diagnostic, les CRA ayant vocation à réaliser uniquement les diagnostics complexes. Cependant, face au déficit de professionnels de santé mentale formés à l'autisme, de nombreuses personnes se tournent directement vers les CRA.

### Difficultés du diagnostic des femmes
Le diagnostic de l'autisme chez les filles et les femmes adultes ou âgées présentant un niveau intellectuel typique demeure complexe et, selon Laurent Mottron, sujet à de fréquents faux négatifs. Une étude publiée en 2021, fondée sur la méthode Delphi, a réuni un consensus de vingt cliniciens expérimentés issus de sept pays afin d'analyser les limites des outils standardisés de dépistage, tels que l'ADOS-2, jugés peu sensibles aux manifestations spécifiques du TSA chez les femmes. Les experts ont souligné la nécessité d'une approche plus qualitative, capable de prendre en compte les stratégies de camouflage social, les trajectoires de vie souvent singulières, les comorbidités fréquentes — notamment les troubles de la personnalité et le stress post-traumatique — ainsi que les contextes sociaux et relationnels dans lesquels évolue la personne. Ils recommandent également de ne pas s'appuyer uniquement sur l'auto-diagnostic, au spectre autistique, mais de l'intégrer dans une démarche clinique plus nuancée. L'étude a abouti à l'élaboration de trente-sept recommandations visant à améliorer la précision du diagnostic de l'autisme féminin, en distinguant notamment ce trouble de conditions voisines comme le trouble de la personnalité borderline, et en promouvant une approche empathique centrée sur les besoins réels des personnes concernées, même en l'absence de diagnostic formel. Ces lignes directrices visent à réduire les erreurs de diagnostic et à renforcer l'accompagnement des femmes dont les profils atypiques échappent aux critères classiques.

### Diagnostic différentiel
Le diagnostic différentiel des troubles du spectre autistique se fonde en partie sur une évaluation des trois critères centraux du spectre : socialisation, communication, comportement.
Le diagnostic de trouble du spectre de l'autisme ainsi défini ne s'accompagne pas nécessairement d'un retard de langage ou d'une déficience intellectuelle. Ces deux éléments précisent éventuellement le diagnostic s'ils sont présents.
Le DSM-5 inclut aussi le trouble pragmatique du langage dans le diagnostic différentiel, les symptômes décrits dans le TPL n'étant pas définis dans le DSM-4, de nombreuses personnes avec les symptômes du TPL peuvent avoir été diagnostiqués avec un trouble envahissant du développement non spécifié. Ainsi, une personne présentant ces symptômes mais ne présentant pas les autres symptômes des troubles du spectre autistique serait diagnostiquée avec un trouble pragmatique du langage selon les nouveaux critères du DSM-5.
Le trouble du spectre de l'alcoolisation fœtale (TSAF), dû à la consommation de boissons alcoolisées pendant la grossesse, présente des symptômes pouvant être interprétés à tort comme ceux du spectre autistique, bien que les facteurs de cause ne soient pas les mêmes. Au Québec, de faux diagnostics de TSA sont délibérément posés à des personnes avec TSAF afin de leur permettre d'accéder à des services de soutien.
Schizophrénie et autisme sont les deux grandes inventions diagnostiques de la psychiatrie du vingtième siècle qui ont survécu aux différentes évolutions des classifications. Elles sont liées historiquement dans une certaine filiation théorique, et ont longtemps été plus ou moins rapprochées voire parfois assimilées. Mais un mouvement de séparation a eu lieu, séparation d'abord sur les réponses à apporter, sur les supports théoriques puis au niveau des hypothèses causales.

## Gestion des difficultés rencontrées par les personnes autistes

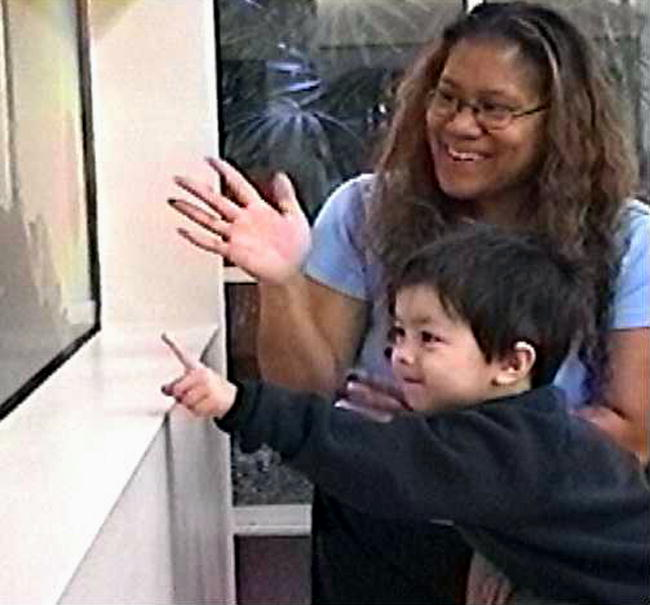
Une intervention adaptée au profil des enfants autistes est souvent associée à une diminution des troubles observés.

Il existe différentes dimensions d'accompagnement des personnes autistes pour les aider à compenser leur handicap, selon plusieurs approches — éducatives, psychologiques ou médicales — et donc diverses méthodes plus ou moins en concurrence. L'entraînement aux habiletés sociales est considéré comme « quasiment indispensable ». Les adultes autistes ont longtemps été délaissés. Les apprentissages diffèrent de ceux de l'enfance, en raison de la moindre importance des savoirs académiques et de la plus grande importance des apprentissages permettant l'autonomie. Parmi ces derniers, la mise en place d'un moyen de communication fonctionnel est jugée « indispensable ».
À l'âge adulte, des modalités de prises en charge sont proposées par le rapport d'Autisme Europe de 2009 : 
« Le projet thérapeutique adulte doit mettre l’accent sur :
- l’accès au logement avec des réseaux de soutien ;
- la participation au monde du travail et l’emploi ;
- l’éducation continue et permanente ;
- le soutien nécessaire pour prendre ses propres décisions, d’agir et de parler en son propre nom ;
- l’accès à la protection et aux avantages garantis par la loi[194]. »

### Approches psychoéducatives

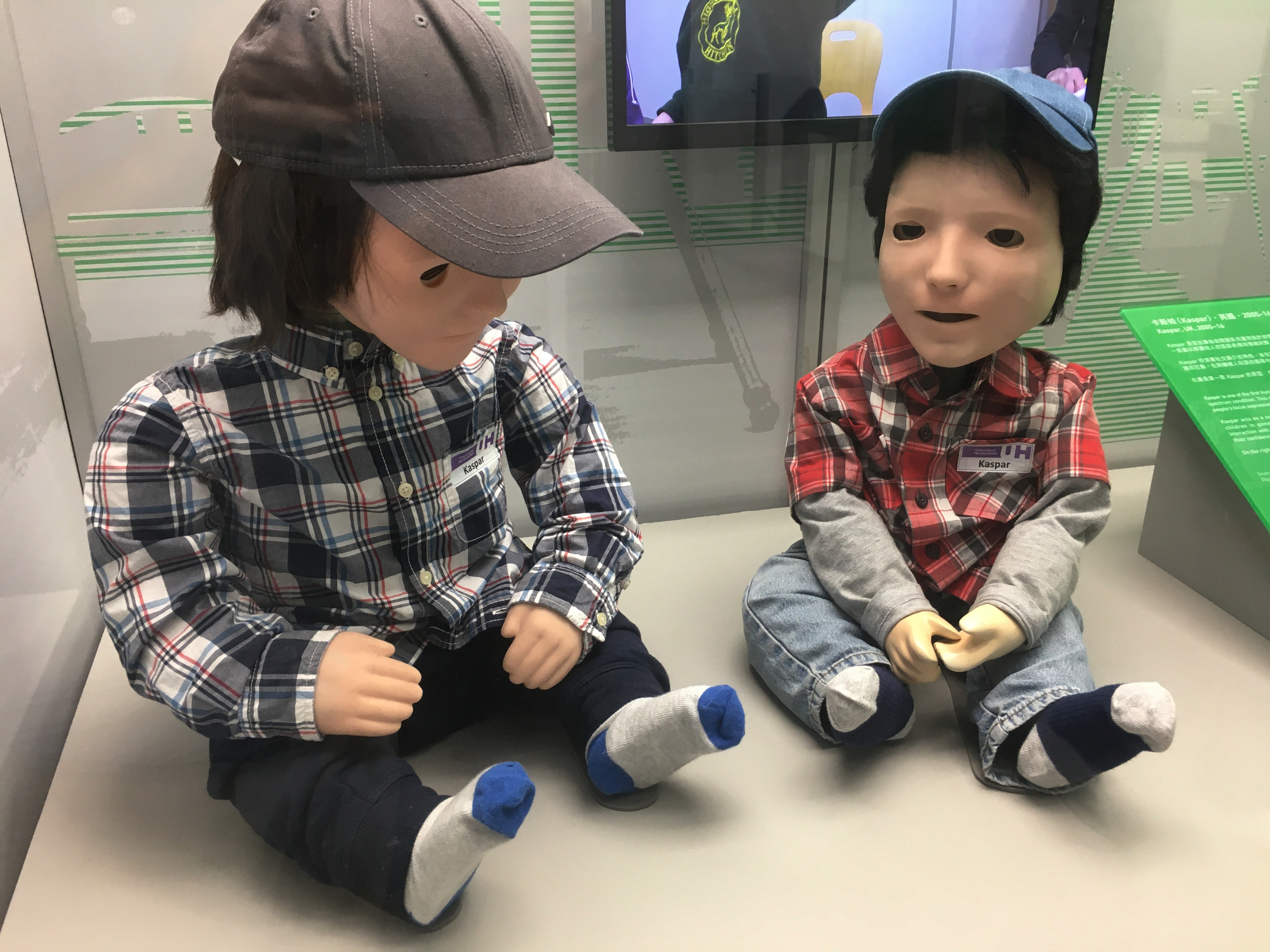
Deux petits robots humanoïdes réalistes créés par l'université du Hertfordshire Royaume-Uni) pour enseigner aux enfants autistes certaines compétences sociales de bases (réciprocité ; toucher les autres avec une force et d'une manière appropriées…).

Des interventions cognitives et comportementales, notamment l'analyse appliquée du comportement (ABA), dont est aussi dérivé le modèle de Denver, le TEACCH, et le PECS (moyen de communication alternatif), sont proposées pour aider les personnes autistes à gagner en autonomie et à développer des habitudes de communication.
D'après la collaboration Cochrane (2017), les preuves d'efficacité réelles des interventions comportementales intensives précoces (ICIP) de type ABA chez les jeunes enfants sont très limitées, en raison des petits échantillons de ces études et d'un fort risque de biais. En revanche, il existe quelques preuves d'efficacité des groupes d'habiletés sociales pour les personnes entre 6 et 21 ans.
Les personnes militant pour la neurodiversité (qu'elles soient elles-mêmes autistes comme Michelle Dawson, chercheurs comme Laurent Mottron, ou parents), sont globalement opposées aux approches de type ABA, qu'elles jugent non éthiques,. Il est aussi suggéré qu'une exposition répétée aux approches de type ABA génère un trouble de stress post-traumatique chez la personne autiste.

### Médicaments

#### Pour traiter l'autisme
D'après l'Organisation mondiale de la santé, « il n'existe pas de traitement curatif » de l'autisme. Aucun traitement médicamenteux n'est recommandé officiellement.
La collaboration Cochrane note des études très limitées sur la rispéridone, le niveau très faible voire l'absence de preuve d'efficacité des ISRS (avec effets délétères constatés), des preuves contradictoires concernant les antidépresseurs tricycliques (là aussi avec effets secondaires délétères), et l'absence totale de preuve d'efficacité des injections intraveineuses de sécrétine.
Les résultats en ce qui concerne la supplémentation en vitamines et en minéraux sont contradictoires : il n'existe aucune preuve d'effet thérapeutique des cures de vitamines et de minéraux, mais ces cures montrent leur utilité dans le cas de personnes ayant des déséquilibres alimentaires.

#### Pour traiter les comorbidités et symptômes
Certains traitements médicamenteux ciblent les troubles associés à l'autisme. La prescription de mélatonine pourrait améliorer significativement le temps de sommeil total,,. Un nombre important de personnes autistes étant épileptiques, elles reçoivent des médicaments anti-épileptiques afin de prévenir les crises. Les médicaments peuvent traiter les troubles dépressifs ou anxieux et les troubles du comportement.

### Psychothérapies et autres thérapies
| Méthodes validées scientifiquement | Méthodes partiellement validées pouvant être néfastes si mal utilisées | Méthodes non validées voire néfastes                                                                     |
| --- | ---------------------------------------------------------------------- | --- |
| Thérapies cognitives et comportementales (TCC) Thérapie d'acceptation et d'engagement (ACT) Réhabilitation psychosociale Remédiation cognitive Éducation thérapeutique du patient | EMDR Hypnose ericksonienne                                             | Psychanalyse Approche psychodynamique Analyse transactionnelle Psychogénéalogie Art-thérapie Sophrologie |

#### Critique de la psychanalyse
Le rapport de la psychanalyse avec la notion d'autisme est complexe et fortement relié aux travaux des précurseurs de la psychanalyse (Jung, Freud ou Bleuler, cf. l'Histoire de la notion d'autisme).
Dans l'ensemble, l'approche psychanalytique reste source de vives controverses, qu'elle concerne les théories sur l'origine des troubles autistiques ou leur prise en charge. En France, des recommandations spécifiques, ont été élaborées en 2012 par la Haute Autorité de santé. Celles-ci, après une consultation pluridisciplinaire sur l'état des connaissances, classent l'approche thérapeutique psychanalytique dans la catégorie des approches « non consensuelles ». Ces recommandations ont entraîné un vif débat qui reflète la grande influence des méthodes psychanalytiques en France, à l'opposé de nombreux pays anglo-saxons. Des associations de familles militant pour que l'approche psychanalytique soit considérée comme « non recommandée » ont exprimé leur déception et certaines associations de psychanalystes ont protesté. Faisant suite à la dénonciation répétée de la psychanalyse dans la prise en charge de l'autisme, une proposition de résolution parlementaire visant à l'interdire a été formulée en 2016 par le député Daniel Fasquelle, soutenu publiquement par le porte-parole du collectif Autisme Florent Chapel.
Cette controverse est notamment centrée sur l'importance des théories psychanalytiques culpabilisant le rôle de la mère dans le développement de l'autisme. Notamment les théories émises par Bruno Bettelheim, qui a proposé l'idée de « mère réfrigérateur » en s'inspirant des propos de Leo Kanner pour désigner des mères comme cause de l'autisme de leur enfant. Bien qu'il prône une prise en charge psychoéducative et qu'il exclue de sa définition de l'autisme les causes innées (là où Kanner fait le contraire) il reste le symbole du refus d’entendre la part génétique, innée de ces troubles. Ses théories ont souvent été reprises en psychanalyse de l'autisme.
Les faibles possibilités de prise en charge autre que celles d'inspiration psychanalytique ont été dénoncées par des associations de parents, accusant les théories psychanalytiques de guider un nombre important de pédopsychiatres français,,. Ces théories culpabilisantes seraient progressivement abandonnées par les praticiens d'inspiration psychanalytique actuels, certains prenant acte des avancées scientifiques et mettent l'accent sur une position éthique de respect de la souffrance des patients et de leur famille,.
En 2009, le psychiatre et psychanalyste Hochmann qui a retracé l'histoire de l'autisme écrit :

« La psychanalyse bien comprise et les hypothèses qu’elle permet de faire sur la psychopathologie de l’autisme n’ont aucune prétention causale. »

D'après les résultats préliminaires d'une étude scientifique française, effectuée dans le cadre de l'Institut national de la santé et de la recherche médicale, l'approche psychothérapeutique de l'autisme, qu'elle soit d'inspiration psychanalytique ou d'inspiration cognitivo-comportementale, donne des améliorations significatives de l'état des enfants autistes,. L'étude fait l'objet d'une bonne réception de la part de divers psychiatres, psychologues cliniciens et psychanalystes mais également de critiques venant du cognitiviste Franck Ramus.

### Thérapies «alternatives» et dérives
L'autisme reste mal compris, ce qui peut susciter de l'anxiété dans les familles et un sentiment douloureux d'impuissance. Ce contexte favorise le développement de méthodes « alternatives », soi-disant miracles, souvent facturées à des prix très élevés,. Une pseudoscience s'est développée autour de causes hypothétiques de l'autisme, de son traitement, voire d'une supposée « guérison », impliquant un grand nombre de thérapies non conventionnelles. Certaines reposent sur des régimes alimentaires, de prétendus traitements oraux parfois dangereux (« supplément alimentaire minéral miraculeux »), ou simplement inefficaces (« Coconut kefir »). La « thérapie par chélation », qui a entraîné la mort d'un enfant, et l'exposition à l'oxygène en caisson hyperbare ne sont pas recommandées.
Certaines méthodes alternatives ou complémentaires ont un bénéfice pour certains enfants. C'est le cas du contact avec des chevaux,, (encore à confirmer) ; c'est aussi le cas de l'adoption d'un animal domestique après l'âge de 5 ans, qui s'accompagne généralement d'une amélioration socio-affective pour deux thèmes (« offre de partage » et « offre de réconfort »), qui sont liés à l'empathie (alors qu'aucun changement notable n'est observé dans le groupe sans animaux, ou dans le groupe avec animal depuis la naissance). Les interactions rapportées entre l'enfant et l'animal sont plus nombreuses et qualitatives quand l'animal a été introduit après l'âge de 5 ans.
Les méthodes dites sensorielles basées sur l'eau (le snoezelen, la natation, la plongée sous-marine et d'autres méthodes de balnéothérapies ou d'hydrothérapie (« méthode Halliwick »), durant 10 à 14 semaines sont appréciés de nombreux autistes qui peuvent trouver une source d'amélioration de confiance en soi, des interactions sociales et des comportements, mais certaines formes d'hydrothérapie sont inadaptées aux cas d'hypersensibilité proprioceptive, faisant que des stimuli externes appliqués avec une force excessive (ex. : jet d'eau) « conduisent souvent à une réponse des systèmes de stress qui ne correspond pas aux capacités de compensation du corps »). Beaucoup de méthodes ont un niveau de preuve encore insuffisant et certaines n'ont pas la moindre efficacité démontrée.
En 2012, des méthodes peu ou non évaluées, telles que la méthode Son-Rise et la méthode des 3i, sont non recommandées par la HAS en France.
Profitant de la fragilité émotionnelle des familles, des charlatans et certaines sectes se proposent de traiter par des recettes miracles ce qu'ils prétendent être des causes de l'autisme, comme les vaccins,, le gluten ou encore le thiomersal (agent mercuriel autrefois présents dans de nombreux vaccins), ou évoquent des théories du complot.
Grâce aux importants revenus générés par ces pseudo-thérapies, de puissants instituts se sont formés aux États-Unis pour promouvoir et centraliser ce genre de méthodes (comme lAutism Society of America, lAutism Research Institute et le Strategic Autism Initiative), appuyés par une communication et un lobbyisme actifs, impliquant jusqu'à Donald Trump. Cette communication est généralement basée sur des témoignages isolés et invérifiables et une grande force de persuasion, parfois assortis de fausses études scientifiques. En réponse, la FDA américaine a publié un guide intitulé « Beware of False or Misleading Claims for Treating Autism », et des associations d'aide aux victimes se sont montées, comme la Autism Rights Watch, en lien en France avec la Mission interministérielle de vigilance et de lutte contre les dérives sectaires (Miviludes),.

## Pronostic et évolution

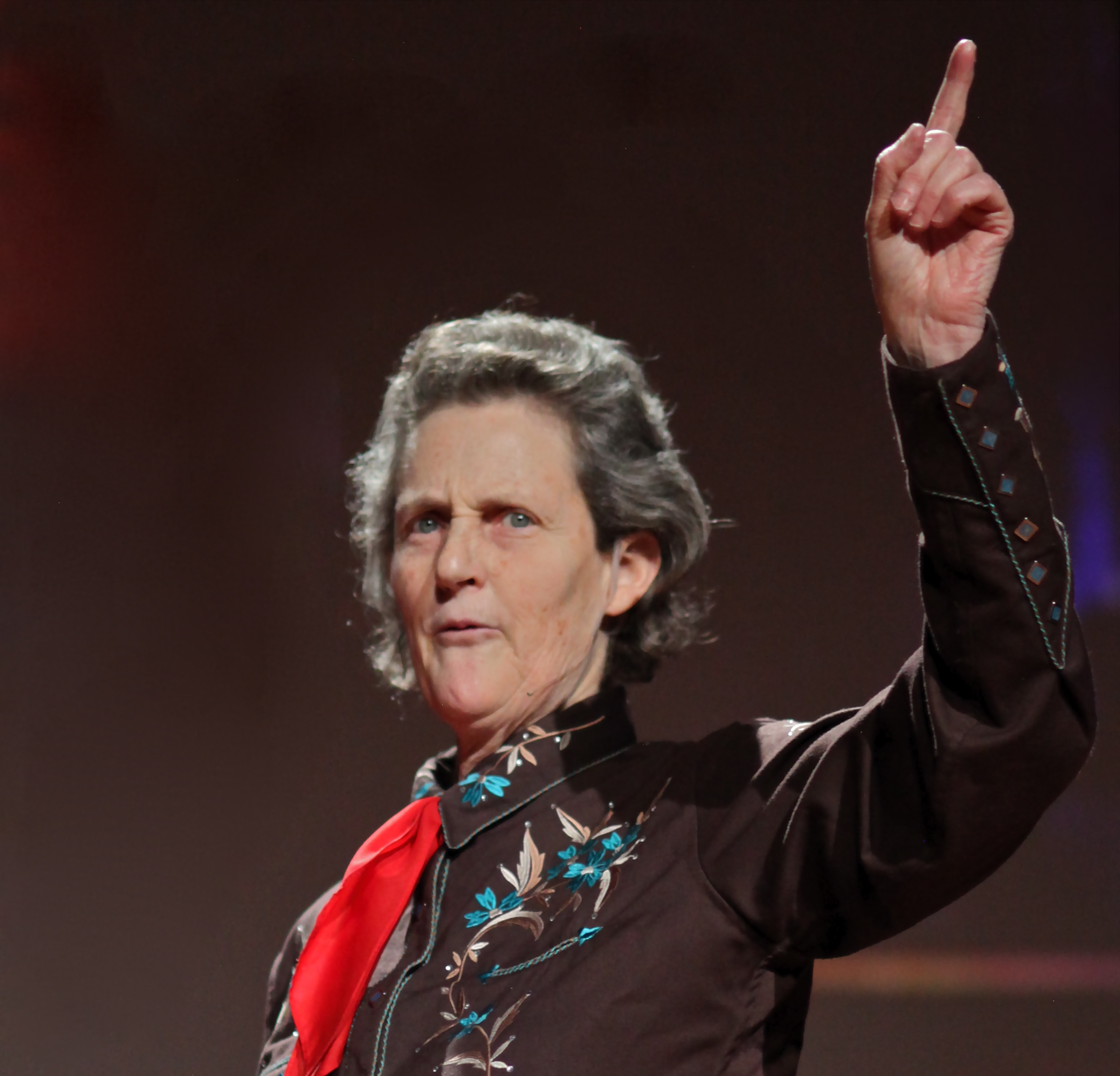
Temple Grandin, qui s'exprime ici sur l'autisme en tant qu'autiste, est un exemple d'accès à l'autonomie, dont l'histoire est présentée dans le film du même nom.

L'autisme est officiellement reconnu comme générant un handicap. La perspective d'une évolution hors du handicap est cependant possible, notamment en matière d'autonomie. Parmi les exemples notables de personnes autistes devenues autonomes figure Donald Grey Triplett, premier enfant diagnostiqué comme autiste par Leo Kanner.

### Sortie des critères diagnostiques
Certains enfants diagnostiqués sortent des critères diagnostiques au fil du temps, ce qui a pu être interprété, à tort, comme une « guérison »,. Environ 9 % des enfants autistes ne rencontrent plus les critères diagnostiques à l'âge adulte, la plupart du temps, parmi ceux qui ont été diagnostiqués sans handicap mental associé.
Une partie des personnes autistes, plus particulièrement les femmes, apprennent à masquer leurs traits autistiques afin de paraitre plus acceptables socialement ; ce camouflage offre certains avantages pour mieux s'intégrer dans la société, mais il peut entraîner des inconvénients comme l'anxiété, la dépression et l'épuisement.

### Décès prématurés
Selon un rapport publié en 2016 par l'ONG anglaise Autistica, une personne autiste (TSA) meurt environ 18 ans plus tôt que la moyenne (et 30 ans plus tôt que la moyenne si elle a une déficience intellectuelle).
Une étude épidémiologique publiée en 2015 a porté sur plus de 27 000 Suédois avec TSA, 6 500 d'entre eux présentaient aussi une déficience intellectuelle. Le risque de décès prématuré était chez eux environ 2,5 fois plus élevé que pour l'ensemble du groupe, souvent lié à un risque accru de diabète et de maladies respiratoires (pour lesquels le diagnostic pourrait souvent être retardé en raison de difficulté pour ces patients à exprimer leurs symptômes aux médecins ou à l'entourage (l'un des auteurs souligne à ce propos que les médecins généralistes devraient mieux explorer les symptômes et antécédents des patients autistes)). Cette étude suédoise a aussi montré que les adultes autistes sans trouble d'apprentissage étaient neuf fois plus susceptibles que la population témoin de mourir par suicide, surtout chez les femmes, ce qui pourrait être une conséquence de l'isolement social et/ou d'un risque accru de dépression.
Le stress associé à des troubles mentaux chez les personnes autistes, ainsi que le taux élevé de suicide chez cette population (voir Mortalité des personnes autistes), pourraient être associé à la stigmatisation des minorités. Ces données montrent que l'autisme et les problèmes de santé mentale ne sont pas intrinsèquement liés, et que ces derniers pourraient être limités par des mesures de lutte contre la discrimination.

## Épidémiologie
Le consensus scientifique, rappelé par entre autres l'INSERM (2019), rejette l'existence d'une quelconque « épidémie d'autisme »,,,.
La recension de Zeidan et al., publiée en 2022 et analysant 71 études, atteste d'une médiane dans la proportion de personnes autiste d'environ 1 %, ce qui signifie qu'une personne sur cent est autiste, à l'échelle de la population mondiale.
Plusieurs recensions d'études et méta-analyses portant sur la prévalence de l'autisme concluent à une augmentation des diagnostics à l'échelle mondiale, continue depuis les années 1980 et 1990 et jusqu'aux années 2020,,,. Les causes de ces augmentations sont multifactorielles, et découlent d'une sensibilisation accrue à l'autisme, d'une meilleure réponse publique au besoin d'un diagnostic, de progrès dans l'identification et la définition des cas d'autisme, et d'une augmentation de la capacité à poser les diagnostics dans de nombreux pays, ; si King et Bearman interrogeaient en 2009 la possibilité de facteurs étiologiques qui augmenteraient le nombre de personnes autistes (toxines environnementales, génétique, ou leurs interactions), Zeidan et al. (2022) ne concluent pas à l'existence de facteurs qui augmentent la probabilité de développer l'autisme, en raison de grandes disparités dans les échantillons et dans les critères de pose du diagnostic.
De tous les pays, ce sont les États-Unis qui enregistrent la plus haute prévalence d'autisme, soit une personne sur 54 en 2020.

## Politiques de santé liées à l'autisme

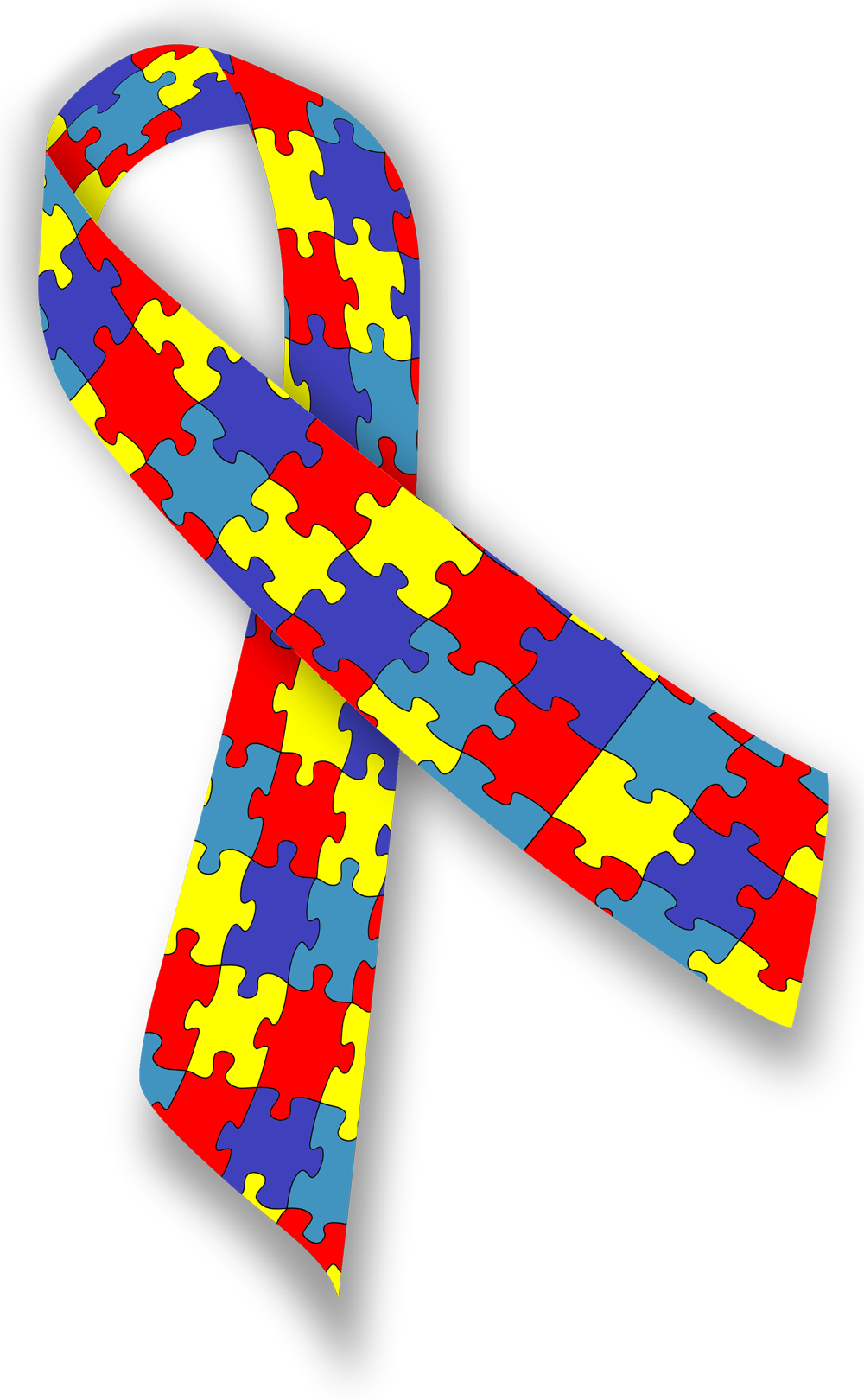
Ruban de participation à la.

Diverses associations agissent autour de l'autisme, certaines rassemblant des parents d'enfants autistes (National Autistic Society, Autisme France, Fédération québécoise de l'autisme, etc.), et d'autres des adultes autistes. Elles peuvent répondre aux attentes de parents ou d'autres personnes qui se questionneraient sur un diagnostic. Des antennes locales offrent un soutien juridique aux personnes autistes afin de défendre leurs droits.

### En France
Depuis 2005, des Centres Ressources Autisme (CRA), structures dédiées résultant du Plan Autisme 2005-2007,, permettent une procédure diagnostique conforme aux critères internationaux. Cependant, la France est épinglée depuis plusieurs années par l'Organisation des Nations unies (ONU),, et le Conseil de l'Europe pour violations des droits des personnes autistes dans ce pays, notamment à cause de leur institutionnalisation forcée, de la soumission à des traitements qui visent à « faire disparaître » leur autisme, et du diagnostic trop tardif. L'Université de Cambridge a publié un article expliquant la réticence française à adopter des méthodes d'accompagnement fondées sur des preuves scientifiques par la persistance de la psychanalyse. 

### En Belgique
En janvier 2014, le Conseil Supérieur de la Santé a publié un avis scientifique très complet sur la qualité de vie des jeunes enfants autistes et de leur famille. Le Conseil a notamment réalisé un aperçu des politiques existantes et à mettre en œuvre en Belgique pour améliorer la qualité de vie des enfants autistes (de moins de 6 ans) et celle de leur famille. Un « Plan National Autisme » devrait d’ailleurs faire à la suite de ces recommandations et de celles du Centre fédéral d'expertise des soins de santé (KCE). Pour la Belgique, le Conseil recommande notamment :
- de se référer à l’avenir à la définition du DSM-5 pour les troubles du spectre de l’autisme (TSA), tout en faisant attention à ne pas exclure des services les jeunes enfants sans déficience intellectuelle ;
- coordination et renforcement des centres de références et des structures d’accueil ;
- formation continue et promotion des pratiques les plus documentées À l’heure actuelle, il n'existe pas assez de preuves scientifiques et d’évaluation critique des approches psychanalytiques pour que certaines soient, plus que d'autres, recommandées. Par contre, le « Plan personnalisé d’intervention » (PPI) est l’outil majeur de coordination des interventions entre les professionnels bien sûr mais aussi avec la famille. Il faut associer à cela l’importance du coordinateur professionnel, et le partenariat étroit avec les parents. Ensuite, les pratiques recommandées pour les jeunes enfants de moins de 4 ans sont « les interventions éducatives, comportementales et développementales » (par exemple, ABA et Treatment and Education of Autistic and related Communication Handicapped Children (TEACCH)) d’une durée d’au moins 25 heures par semaine par des professionnels formés ou de 20 heures par semaine + 5 heures par semaine par les parents avec un taux d’encadrement 1/1 – y compris les temps de scolarisation avec un accompagnement individuel adapté et les activités en petit groupe, organisées dans un environnement structuré adapté aux particularités de l’enfant. L’analyse comportementale appliquée, ou Applied Behavior Analysis (ABA) est la méthode de traitement la plus détaillée et évaluée. Quand cette méthode est appliquée de manière très intensive (20 à 40 heures par semaine ; on parle alors d’Intervention Comportementale Intensive Précoce, ICIP) il semble que les jeunes enfants avec un TSA évoluent plus positivement que si on applique des traitements éclectiques plus conventionnels. Ces interventions intensives sont cependant encore difficiles à mettre en application en Belgique. L’accompagnement à domicile et la revalidation sont en effet limités à quelques heures par semaine ;
- simplification et clarification des démarches et de l’offre de prise en charge et renforcement du support global pour familles et les fratries ;
- importance de la détection et du dépistage précoces par les enfants et tous les intervenants du secteur de la petite enfance et directives de qualité pour le diagnostic dans un délai inférieur à trois mois ;
- en Belgique, les enfants avec un TSA se retrouvent aussi bien dans l’enseignement normal que spécialisé de différents types. Ici aussi, une meilleure collaboration devrait permettre à plus d’enfants d’être intégrés dans l’enseignement normal, en bénéficiant de moyens spécifiques. Les enseignants devraient également être formés à cet accueil inclusif (le système scolaire s’adapte aux enfants avec un TSA et non le contraire). Le Conseil souligne également la problématique des enfants avec un TSA (surtout en dessous de 6 ans, et particulièrement en Région Bruxelloise) qui ne sont pas scolarisés ;
- que les institutions prévues à cet effet doivent informer et aider les parents dans leurs démarches pour faire valoir les droits fondamentaux des enfants avec un TSA.

### En Inde
Des initiatives ont vu le jour, telle la Society For The Autistics In India (SAI), organisme créé en 1995 à Bangalore ; ses objectifs sont l'intervention précoce et un programme de développement de la communication.

### Au Maroc
La part de la population autiste au Maroc est estimée en 2000 de 4 000 à 26 000 personnes, dont la plus grande partie est prise en charge exclusivement par la famille. Il existait des centres d'accueil dans les grandes métropoles telles que Casablanca et Rabat, qui sont d’ailleurs fermés jusqu'à présent. La scolarisation des enfants autistes dépend essentiellement des initiatives privées. Le milieu associatif tente d'établir un partenariat avec le ministère de l'Éducation nationale (MNE) afin de disposer de classes adaptées dans les écoles primaires publiques et d'auxiliaires de vie scolaire.

### En Suisse
En Suisse, au milieu des années 2010, le nombre de centres diagnostics compétents est en augmentation, mais encore rares dans certaines régions, et une méthode de diagnostic différencié et standardisé, fondé sur des connaissances interdisciplinaires, est encore trop souvent absente.
Dans le cadre d’une recherche menée en Suisse, V. Zbinden Sapin, E. Thommen, A. Eckert et Ch. Liesen analysent la situation des enfants, adolescents et les jeunes adultes, et identifient différents manques notamment au niveau des mesures prises pour le diagnostic : nombre insuffisant de centres diagnostiques compétents, méthode diagnostique standardisée souvent absente et déficit quant à la qualification de base des professionnels impliqués dans les processus de diagnostic. Dans cette étude, d’autres manques sont également identifiés en lien avec les interventions (notamment la nécessité d’avoir plus de mesures d’éducation précoce intensive), l’éducation et la formation, l’intégration professionnelle, le soutien aux familles et l’encouragement de l’autonomie ainsi que le conseil et la coordination. Une autre recherche menée auprès d’institutions spécialisées proposant des formations professionnelles en Suisse francophone a montré que les besoins spécifiques des jeunes présentant un TSA ne sont pas toujours pris en compte.

## Histoire

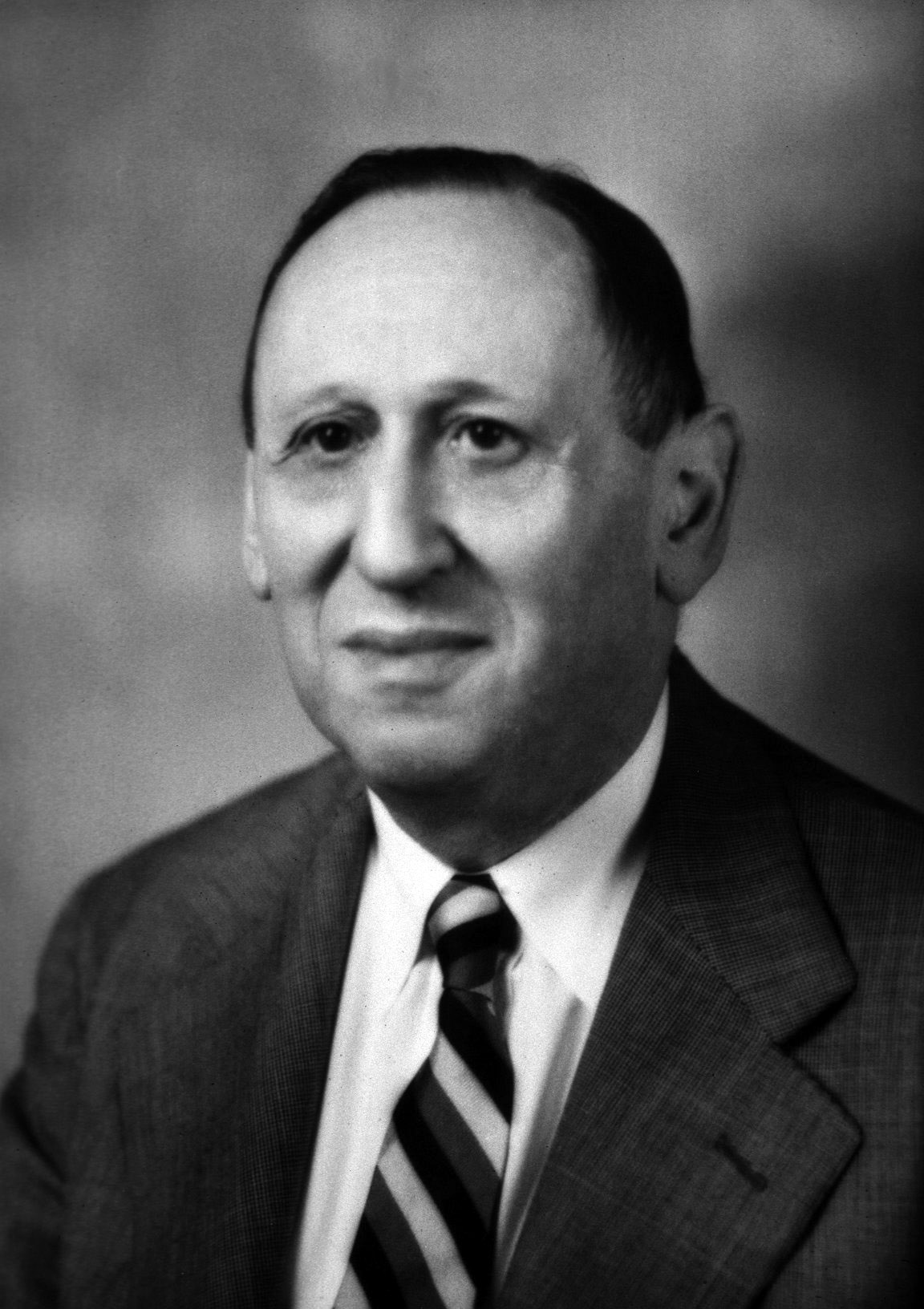
Leo Kanner expose en 1943 les « dérangements autistiques du contact affectif ».

L'histoire de l'autisme représente probablement le champ de recherche le plus fécond dans le domaine de la psychiatrie de l'enfance, sa compréhension ayant grandement évolué entre les premières conceptualisations des années 1940 et les années 2000, certaines idées défendues avec véhémence à son sujet étant depuis complètement remises en cause.
La première formalisation clinique d'un trouble infantile distinct des schizophrénies a été faite en 1943 par Leo Kanner qui définit les « troubles autistiques du contact affectif » à travers onze cas correspondants.
Il reprend le terme « autisme » créé en 1911 par le psychiatre Eugen Bleuler à partir de la racine grecque αὐτός / autós qui signifie « soi-même ». Il l'utilisait alors pour distinguer l'un des trois comportements typiques des schizophrénies (adulte) pour faire face à une réalité oppressante. Ce premier comportement, nommé « autisme », consistait pour y faire face à l'ignorer ou à l'écarter ; un deuxième consistait à la reconstruire, c'est la psychose ; et un troisième consistait à la fuir par dé-socialisation, ce qu'il associait aussi à la plainte somatique (hypocondrie). Bleuler est alors marqué par les travaux de psychopathologie de Wilhelm Wundt et par les idées de Sigmund Freud qui lui furent transmises par Carl Jung, alors son assistant.
Le besoin de distinguer et d'isoler un trouble propre au jeune enfant se retrouve avant 1943 chez Melanie Klein comme le rapporte Jacques Hochmann.
Ce n'est qu'en 1980 que l'autisme est distingués sous le nom d’« autisme infantile » dans le DSM, et non plus comme un type infantile de schizophrénie.
Vers la fin des années 1970, Lorna Wing redécouvre le travail oublié de Hans Asperger qui, comme Leo Kanner la même année, avait isolé des cas cliniques d'un trouble spécifiquement infantile qualifié d'« autistique ». Elle publie en 1981 sa propre étude sur ce qu'elle nomme syndrome d'Asperger. En 1982, elle propose l'idée d'une continuité entre les distinctions faites par Kanner et celles faites par Asperger, ce qu'elle met en évidence l’année suivante (1983) en définissant trois critères de référence :
- troubles qualitatifs de la communication verbale et non verbale ;
- altérations qualitatives des interactions sociales réciproques ;
- monotropisme : comportement présentant des activités et des centres d'intérêt restreints, stéréotypés et répétitifs.

Cette « triade autistique » reste aujourd’hui une référence pour identifier et définir l'autisme et le trouble envahissant du développement. Cette catégorie (en abrégé : TED) est apparue en 1994 avec le passage du DSM III au DSM IV, mais la tendance en 2011 semble être à la préférence de la notion de spectre autistique et à la simplification de la triade en deux critères : l'un social, l'autre comportemental.
D'après Simon Baron-Cohen, l'archéologue Penny Spikins, le philosophe Josef Schovanec, ainsi que le journaliste Steve Silberman, l'autisme a joué un rôle positif à l'échelle de l'histoire de l'humanité, en permettant des avancées et découvertes, en matière d'ingénierie notamment, mais aussi de linguistique et d'art. Baron-Cohen estime dans son ouvrage The Pattern Seekers que l'inventivité de l'espèce humaine est intimement liée à la capacité de systémisation, elle-même favorisée par l'autisme, qui a joué un rôle clé dans la révolution cognitive préhistorique.

### Évolution des descriptions
- En 1983, la psychiatre Lorna Wing établit la triade autistique de référence[291] (voir triade de Wing), après avoir mis en évidence la notion de continuité au sein des troubles du spectre autistique[290] sur la base de travaux réhabilitant ceux de Hans Asperger[289], qui furent concomitants à ceux de Kanner. Elle crée ce faisant la notion moderne des troubles autistiques.
- En 1987, la catégorie autisme infantile est renommée « trouble autistique » avant de devenir « trouble envahissant du développement » (TED) en 1994 dans le DSM IV[287]. Elle deviendra enfin « troubles du spectre de l'autisme » (TSA) en 2013 dans le DSM 5, qui instaure des critères diagnostiques continus, en les quantifiant sur une échelle à trois degrés, distinguant l’intensité et le retentissement de troubles sociaux d'une part et comportementaux d'autre part, en supprimant les sous-catégories comme le syndrome d'Asperger[298].
- En 1996, l'autisme est reconnu en France comme un handicap[299]. Si les critères du DSM servent mondialement de référence (en plus du CIM très proche), l'autisme en France reste souvent abordé selon une approche distincte, et c'est la classification française des troubles mentaux de l'enfant et de l'adolescent (CFTMEA) qui reste utilisée, notamment par les psychiatres non spécialistes de l'autisme, même si la Fédération Française de Psychiatrie impose depuis 2005 une correspondance selon les références internationales (CIM-10)[HAS 4].
- La version « Beta Draft » de la CIM-11, rendue publique par l'OMS, reprend la formulation habituellement traduite « troubles du spectre de l'autisme ». Ces « troubles du spectre de l'autisme » figurent dans ce document officiel présenté à la consultation mondiale des professionnels comme l'item diagnostique à propos d'autisme, « troubles » comportant l'ensemble des niveaux de fonctionnement intellectuel et de capacité de langage[300],[301].

## Dans la société

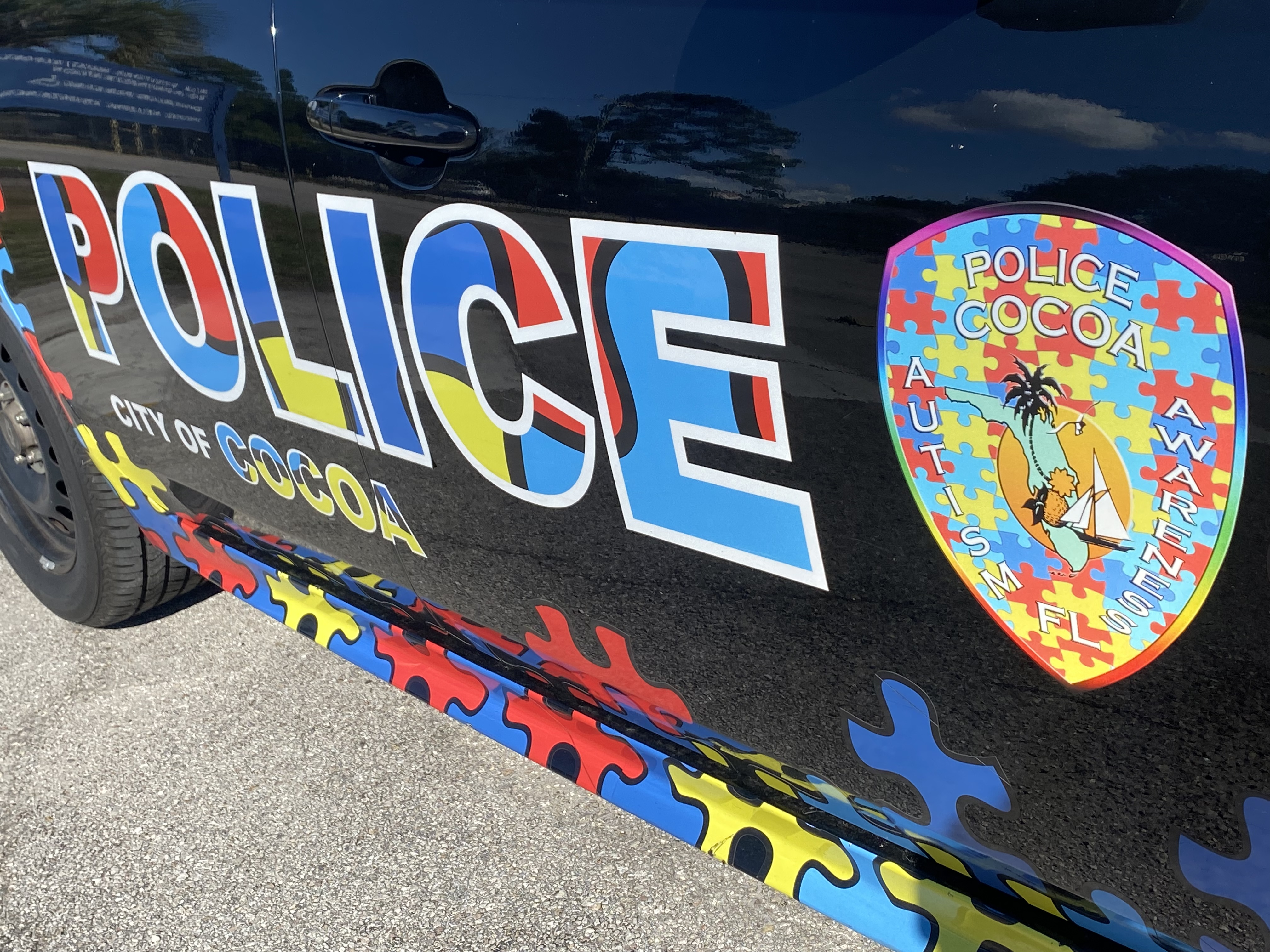
Voiture de la patrouille de la police municipale de Cocoa dédiée à la sensibilisation de la population à l'autisme.

Les représentations de l'autisme diffusées dans la société notamment via les médias (livres, journaux papier ou télévisés, films, téléfilms, etc.) en construisent ensuite une représentation sociale auprès de la population générale. Depuis 2007, le 2 avril est la journée mondiale de la sensibilisation à l'autisme. Aux États-Unis et au Royaume-Uni en 2013, la population générale est à 80 % informée de ce qu'est l'autisme, 60 % des personnes interrogées déclarant connaître au moins un proche qui l'est ; en Arabie saoudite en 2017, 88 % des répondants savent ce qu'est l'autisme.

### Autisme et bioéthique
Un risque eugéniste cible les personnes autistes, analogue à la situation des personnes avec trisomie 21 : plusieurs responsables et décideurs de politiques de santé publique s'expriment en faveur d'une « éradication » de l'autisme, un discours auquel s'opposent surtout des adultes autistes sans handicap intellectuel,. Les personnes autistes actives dans les mouvements de la neurodiversité contestent des projets de recherche génomique tels que Spectrum 10K, dans le but que les résultats de ces recherches ne puissent pas être utilisés à des fins eugéniques,. Une dissonance cognitive existe chez des chercheurs qui souhaitent activement découvrir une séquence génétique de l'autisme identifiable en prénatal, tout en se déclarant opposés à l'eugénisme. 
Plusieurs études ont été conduites au sujet des perceptions qu'ont les adultes autistes vis à vis de la disponibilité de tests génétiques,. D'après l'interrogation de 461 adultes autistes sur ce sujet en 2023, la moitié (49 %) s'oppose à toute disponibilité de ce type de test, 74 % estiment que ces tests ne devraient être rendus disponibles que si la personne autiste concernée y consent explicitement, et 27 % déclarent qu'ils auraient voulu accéder à ce type de test durant leur enfance. 40 % des personnes interrogées jugent ces tests exclusivement dommageables aux autistes, 15 % les jugent bénéfiques. Une nouvelle interrogation en 2025 confirme une très nette opposition à ces tests, les trois quarts des répondants soulignant un risque eugéniste.

### Intégration sociale et professionnelle des personnes autistes

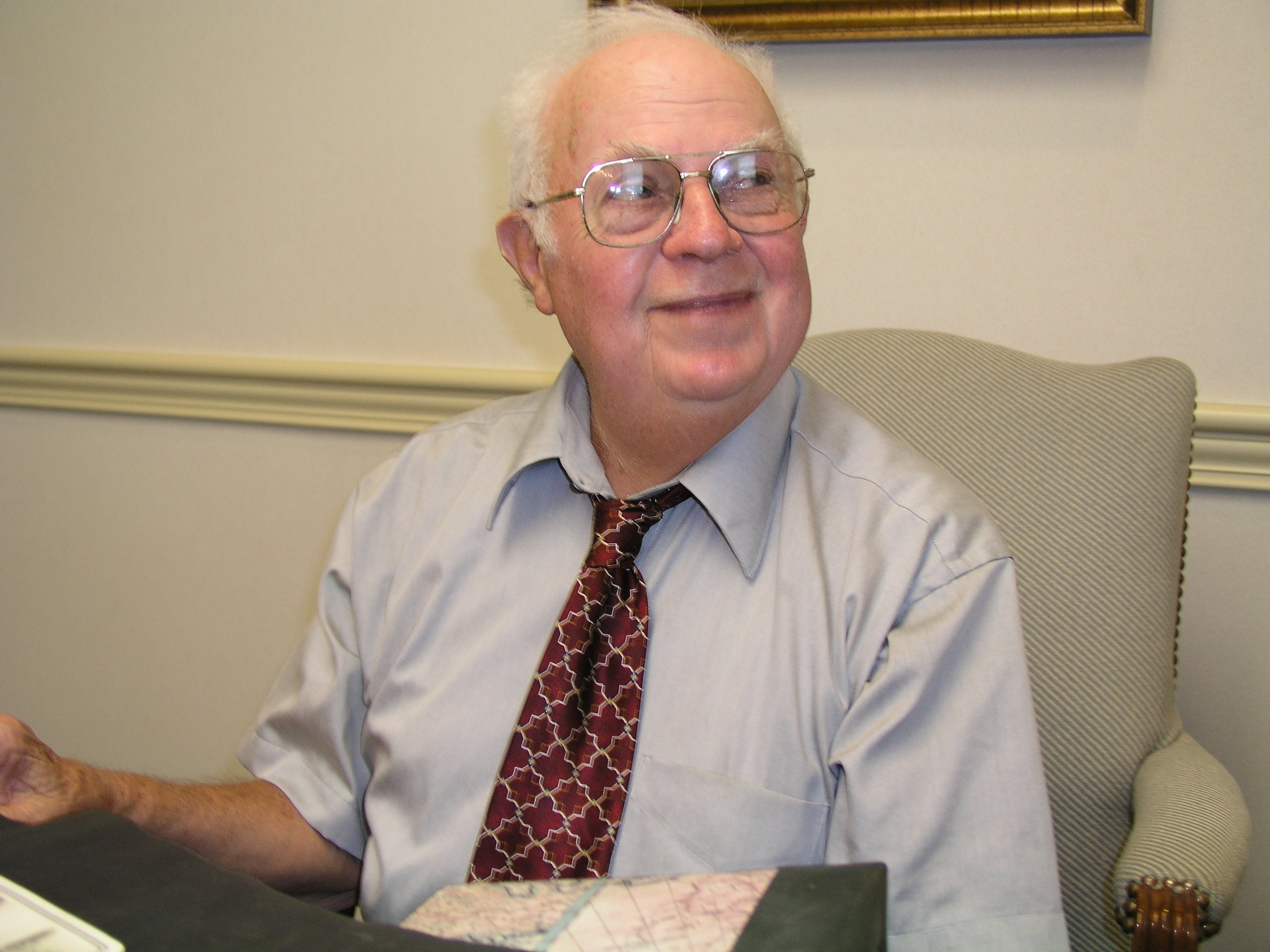
Donald Grey Triplett, première personne à avoir reçu un diagnostic d'autisme infantile formel, a travaillé en tant qu'employé dans une banque.

Les difficultés liées à l'autisme, et surtout l'exclusion sociale, font que les personnes autistes sont peu intégrées dans la société : accès à l'école (en France en 2014, seuls 20 % des enfants autistes sont scolarisés), à un travail… Leur apprentissage de la sexualité et de ses règles sociales ou encore leur insertion dans le monde du travail sont difficiles, notamment lorsque le relationnel a beaucoup d'importance.
Une étude suisse conclut que les situations de stress des familles d'enfants autistes sont nombreuses et douloureuses, et qu'elles concernent aussi la vie sociale et quotidienne ainsi que les relations aux professionnels.
Les centres d'intérêts intenses pour un ou plusieurs sujets en particulier, qui se manifestent dès l'âge scolaire, peuvent constituer un avantage, mais aussi un désavantage en cas de répétition incontrôlée d'un même comportement. Les enfants autistes sont beaucoup plus exposés au harcèlement à l'école que les enfants neurotypiques, environ un enfant autiste sur deux subissant du harcèlement ou de l'intimidation verbale, avec des variations potentiellement importantes en fonction du lieu de vie. Les parents subissent de grandes difficultés à faire comprendre les besoins de leur enfant pour faciliter son maintien à l'école ordinaire.
L'accès à l'emploi restait, en 2023, « très restreint », généralement sur des postes « peu gratifiants ». Bien que l'intégration professionnelle ait fait l'objet de peu d'études, l'hypothèse simpliste d'une cause unique aux difficultés rencontrées doit être écartée, celles-ci ayant des causes multiples, dont l'effacement sociétal des adultes autistes, un décalage potentiellement important entre aptitudes théoriques et aptitudes relationnelles (le « savoir-être »), une confusion entre « déficience » liée à l'autisme et préférence de choix professionnel, ainsi que l'organisation même des processus de recrutement, l'entretien d'embauche étant particulièrement discriminant pour un profil autiste. Une méta-analyse de 2025 conclut que les adultes autistes sont fortement exposés à la discrimination au travail, à un manque de soutien et à un manque de compréhension, et que cela a deux causalités principales : les attitudes des employeurs, et le manque de moyens investis pour adapter les postes et lutter contre les discriminations. De plus, divulguer la nature du handicap a pour effet d'augmenter les discriminations subies par ces personnes. D'après une recension systématique de la littérature scientifique effectuée en 2020 par Simon M. Bury et al., il existe très peu d'études et très peu de preuves d'avantages conférés par l'autisme dans les milieux professionnels, bien que la recherche clinique ait démontré l'existence de points forts individuels,. Chaque centre d'intérêt d'une personne autiste, prise individuellement, doit être examiné à la lumière de ce qu'il lui apporte en termes d'avantages et de désavantages, dans un contexte donné.

### Représentations médiatiques

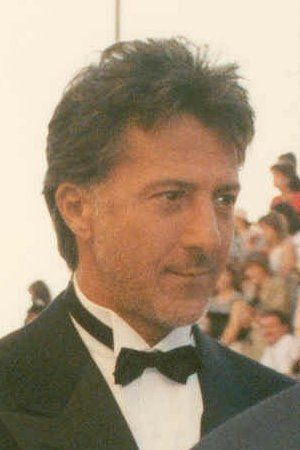
Dustin Hoffman pendant la réception de son Oscar du meilleur acteur pour son rôle dans Rain Man, en 1989.

Depuis la fin du XXe siècle, un nombre croissant de personnages autistes apparaissent dans des productions du cinéma et de la télévision, aux caractéristiques linguistiques et culturelles variées, rendant l'autisme beaucoup plus visible du grand public,. Cependant, certaines représentations fictionnelles et médiatiques de l'autisme ont un effet négatif sur la vie des personnes qu'elles sont supposées dépeindre,,, même quand des personnages autistes en sont les protagonistes. L'analyse de ces représentations sur 30 ans (1988 – 2017) conclut à la diffusion de nombreux stéréotypes et de portraits nuisibles, mais aussi de représentations positives mettant en avant les forces des personnes autistes et apportant de la nuance, le tout n'aidant cependant pas à mieux comprendre ce qu'est l'autisme. La stigmatisation de cette population apparaît plus marquée dans les journaux, les films et à la télévision, qui surreprésentent en parallèle le savantisme, vraisemblablement en raison du manque de participations d'experts par expérience dans ces médias. Cela semble une conséquence du très grand succès du film Rain Man, dont les caractéristiques du personnage principal ont été reprises dans des productions télévisuelles ultérieures. Par ailleurs, les médias populaires ont longtemps sous-représenté les femmes autistes.
La littérature propose souvent « une représentation plus diversifiée et plus positive ». La représentation de jeunes autistes est devenu très populaire en littérature Young Adult, notamment les jeunes hommes « géniaux » qui commettent des faux pas sociaux, contribuant ainsi à « des images positives qui peuvent promouvoir l'acceptation par les pairs ».
L'analyse d'articles de presse français parus entre 2013 et 2021 dans les périodiques Le Figaro, Le Monde et Libération montre que l'autisme est abordé comme une problématique de l'enfance et de la famille (effacement des adultes autistes), l'individu typiquement dépeint étant un petit garçon dépendant de ses proches. Alors que les sujets couverts relevaient surtout du « manque » de places en institution spécialisée dans les années 1960 à 1990, l'année de Grande Cause nationale en France en 2012 a entraîné l'émergence d'un discours critique de la psychanalyse,, les thématiques les plus représentées dans la presse française de 1988 à 2008 étant « le flou des définitions, l’augmentation exponentielle des chiffres, le parent bouc émissaire, la corrélation stratégies comportementales/causes biologiques/handicap (au sens de déficit), la rhétorique de l’efficacité ainsi que le retard de la France ».

### Autobiographies
Depuis l'ouvrage de Temple Grandin, Emergence, première autobiographie d'une personne diagnostiquée parue en anglais en 1986, des adultes autistes ont témoigné de leur vécu « de l'intérieur ». Ces autobiographies permettent de lutter contre l'injustice épistémique, et de diffuser une compréhension plus empathique des problématiques rencontrées par les personnes concernées, en particulier leurs défis sensoriels ; elles ont été exploitées pour des aménagements en salle de classe et ont suscité des remises en question de certaines conceptions de l'autisme, notamment celles relatives à l'empathie.

#### Ressources pratiques
Voir le document  Ressources pratiques sur l'autisme sur Wikiversité.

#### Ouvrages
- [Baron-Cohen 1998] Simon Baron-Cohen (trad. de l'anglais par Jacqueline Nadel et François Lefebvre), La Cécité mentale : un essai sur l'autisme et la théorie de l'esprit [« Mindblindness : an essay on autism and theory of mind »], Presses universitaires de Grenoble, coll. « Sciences et technologies de la connaissance », 1998, 171 p. (ISBN 978-2-7061-0810-5).
- Anne Alvarez, Susan Reid, Autisme et Personnalité, Ed. du Hubbot, 1999.
- Tardif Carole, Gepner Bruno, L’Autisme, Paris, Nathan Université, 2003.
- Howard Buten, Il y a quelqu'un là-dedans : des autismes, O. Jacob, 2003 (ISBN 2-7381-1227-7 et 978-2-7381-1227-9, OCLC 154656436)
- Berthoz, A., L'Autisme, de la recherche à la pratique, Odile Jacob, mai 2005.
- Pierre Delion et Bernard Golse, L'enfant autiste, le bébé et la sémiotique, Presses Universitaires de France, 2005 (ISBN 2-13-055119-X et 978-2-13-055119-5, OCLC 494248399)
- Henri Rey-Flaud, L'Enfant qui s'est arrêté au seuil du langage, Paris, Aubier, 2008
- Jacques Hochmann, Histoire de l'autisme, Paris, Odile Jacob, 2009.
- Jean-Daniel Causse, Les Paradoxes de l'autisme (dir.), éditions Érès, 2011.
- Claire Grand, Toi qu'on dit autiste, L'Harmattan 2012.
- Eric Laurent, La Bataille de l'autisme, Navarin, Paris, 2012.
- Jean-Claude Maleval, L'Autiste et sa voix, Seuil, Paris, 2012.
- Catherine Vanier (dir.), Bernadette Costa-Prades (coll.), Austisme : comment rendre les parents fous !, Albin Michel, 2014.
- Sophie Le Callenec et Florent Chapel, Autisme, la grande enquête, Les Arènes, Paris, 2016.
- Brigitte Chamak, Controverses sur l'autisme : décrypter pour dépasser les antagonismes, Toulouse, Érès, 2021 (ISBN 978-2-7492-6994-8, DOI 10.3917/eres.chama.2021.0 1, lire en ligne).
- [Barthélémy et Bonnet-Brilhaut 2023] Catherine Barthélémy et Frédérique Bonnet-Brilhault, L'Autisme : de l'enfance à l'âge adulte, Lavoisier, coll. « Médecine sciences », 25 septembre 2023, 2e éd., 432 p. (ISBN 978-2257707468)
- [Frith 2010] Uta Frith (trad. de l'anglais par Ana Gerschenfeld et Stéphane Roques), L’Énigme de l’autisme, Paris, Odile Jacob, 21 janvier 2010, 368 p. (ISBN 9782738117717)
- [Grollier 2022] Michel Grollier, Autisme et schizophrénie. Des histoires entremêlées, des réponses variées., Rennes, Presses universitaires de Rennes, 2022, 127 p. (présentation en ligne).
- [Mottron 2016] Laurent Mottron, L'Intervention précoce pour enfants autistes : nouveaux principes pour soutenir une autre intelligence, Éd. Mardaga, 2016 (ISBN 978-2-8047-0262-5 et 2-8047-0262-6, OCLC 952060648).
- [Mottron 2013] Laurent Mottron, L'autisme: Diagnostic, cognition et support des personnes autistes sans déficience intellectuelle, Primento Publishing, 2013 (ISBN 978-2-87009-869-1 et 978-2-8047-0120-8).
- [Mottron 2024] Laurent Mottron, Si l'autisme n'est pas une maladie, qu'est-ce ? : une refondation de la définition de l'autisme, de son étiologie et de sa place dans l'espèce humaine, Éditions Mardaga, 2024 (ISBN 978-2-8047-3513-5).
- [Rogé 2022] Bernadette Rogé, Autisme, comprendre et agir : Santé, éducation, insertion, Dunod, 8 juin 2022, 3e éd. (ISBN 978-2-10-084483-8, lire en ligne).
- [Silberman 2020] Steve Silberman (trad. de l'anglais), Neurotribus : autisme, plaidoyer pour la neurodiversité, Quanto, 2020 (ISBN 978-2-88915-348-0).